# Strandflieder
Die Strandflieder (Limonium), auch Meerlavendel oder Widerstoss genannt, sind eine Pflanzengattung innerhalb der Familie der Bleiwurzgewächse (Plumbaginaceae). Die 300 bis 350 Arten sind fast weltweit verbreitet.

## Beschreibung

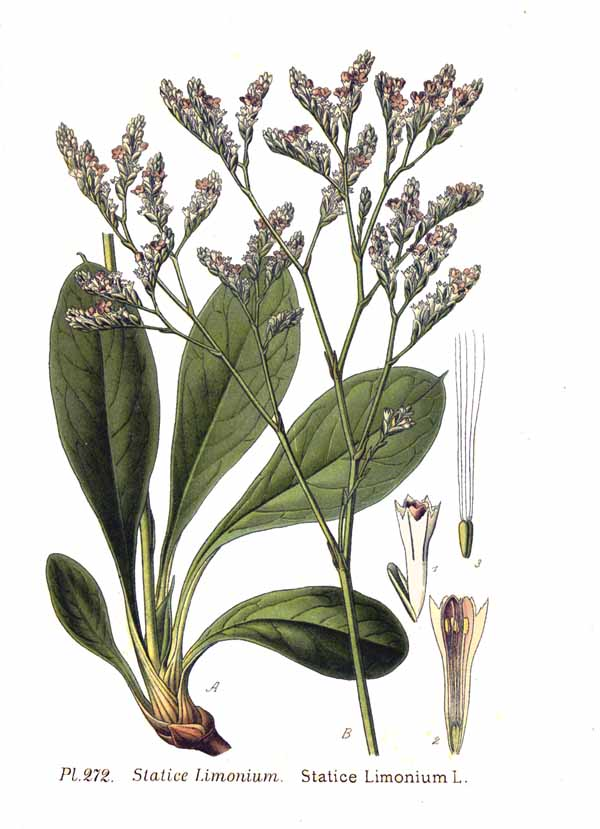
Illustration des Gewöhnlichen Strandflieder (Limonium vulgare Mill.) aus Amédée Masclef: Atlas des plantes de France, 1891

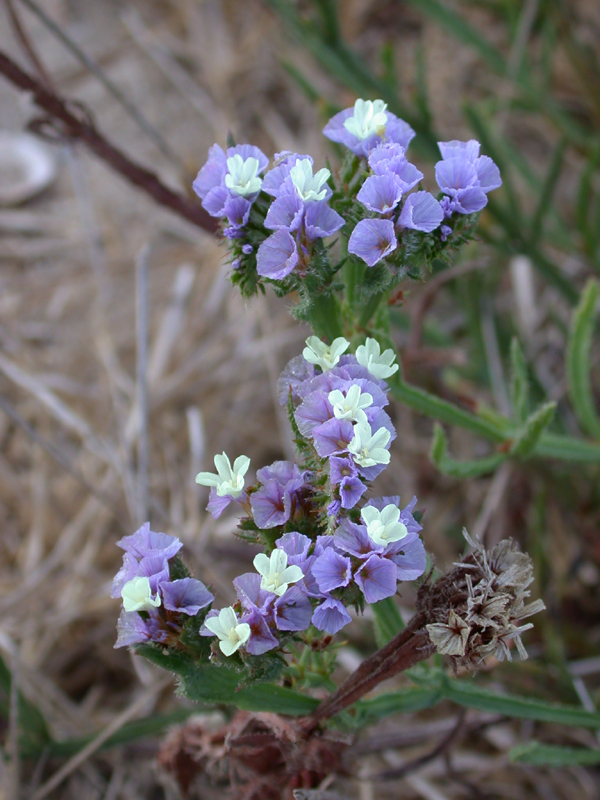
Ausschnitt eines Blütenstandes des Geflügelten Strandflieder (Limonium sinuatum)

### Erscheinungsbild und Blätter
Bei Limonium-Arten handelt es sich zumeist um ausdauernde, selten einjährige, krautige Pflanzen, selten sind es Halbsträucher mit Wuchshöhen von 10 bis 70 Zentimetern. Sie bilden Pfahlwurzeln oder Rhizome. Die Sprossachse ist oft gestaucht.
Die wechselständigen Laubblätter stehen oft in einer grundständigen Blattrosette zusammen, weniger oft sind sie an der Sprossachse verteilt. Die gestielten oder ungestielten Laubblätter sind einfach bis zusammengesetzt. Die oft punktierten, meist ledrigen Blattspreiten besitzen einen glatten oder gezähnten Blattrand.

### Blütenstände und Blüten
Auf mehr oder weniger langen Blütenstandsschäften stehen die endständigen, oft verzweigten, rispigen oder schirmrispigen Blütenstände, die im oberen Bereich oft eine flache Ebene bilden, weniger oft sind sie kopf- oder ährenartig. Die höchstens sehr kurz gestielten Blüten stehen jeweils über drei oder vier Trag- und Deckblättern. Die Ränder der Deckblätter sind meist breit häutig.
Die zwittrigen Blüten sind radiärsymmetrisch und fünfzählig mit doppelter Blütenhülle. Die fünf Kelchblätter sind röhrig oder trichterförmig verwachsen. Die fünfrippige Kelchröhre ist kahl oder flaumig behaart und die Basis ist gerade oder schräg. Die trockenhäutigen Kelchzähne sind länglich bis dreieckig, manchmal mit kleineren dazwischenliegenden Kelchzähnen oder die Kelchzähne sind mehr oder weniger stark verwachsen und nur der Kelchrand ist gezackt. Die fünf lang genagelten Kronblätter sind nur an ihrer Basis verwachsen und die Kronspitzen sind meist ausgebreitet. Die Farben der Kronblätter reichen von weiß bis lavendelfarben und gelb. Es ist nur ein Kreis mit fünf Staubblättern vorhanden. Die Staubfäden sind mit der Basis der Kronblätter verwachsen. Der Fruchtknoten ist verkehrt-eiförmig mit spitzem oberen Ende. Die fünf freien, kahlen Griffel enden jeweils in einer linealisch-keulenförmigen bis fadenförmigen, papillösen Narbe.

### Früchte und Samen
Die bräunlich-grünen, verkehrt-eiförmigen Früchte sind meist vom haltbaren Kelch umhüllt, oft von der welken Krone sowie Griffelbasis gekrönt und enthalten nur einen Samen.

### Chromosomensätze
Die Chromosomengrundzahl beträgt x = 8 oder 9.

## Standorte
Viele Limonium-Arten sind Salzpflanzen (Halophyten) und daher häufig an Küsten zu finden. In Deutschland findet sich nur der Gewöhnliche Strandflieder (Limonium vulgare). Eines der größten Strandflieder„felder“ liegt im Watt vor Friedrichskoog-Spitze an der Nordsee.

## Systematik und Verbreitung
Die Gattung Limonium wurde 1754 durch Philip Miller in The Gardeners Dictionary...Abridged..., 4. Auflage, Volume 2 aufgestellt. Der Gattungsname Limonium Mill. nom. cons. wurde nach den Regeln der ICBN (Vienna ICBN Art. 14.9 & App. III) konserviert; dabei wurde Statice limonium L. durch eine neue Typusart Limonium vulgare Mill. ersetzt. Ein Synonym von Limonium Mill. ist Plegorhiza Molina. Der Gattungsname Limonium ist vom griechischen Wort leimon für Wiese abgeleitet und bezieht sich auf die häufigen Standorte einiger Arten auf Salzwiesen.
Die Gattung Limonium gehört zur Tribus Staticeae in der Unterfamilie Staticoideae innerhalb der Familie Plumbaginaceae.
Limonium-Arten haben ihre Verbreitungsgebiete auf allen Kontinenten. Ihr Diversitätszentrum mit über 100 Arten reicht vom Mittelmeerraum bis Zentralasien.

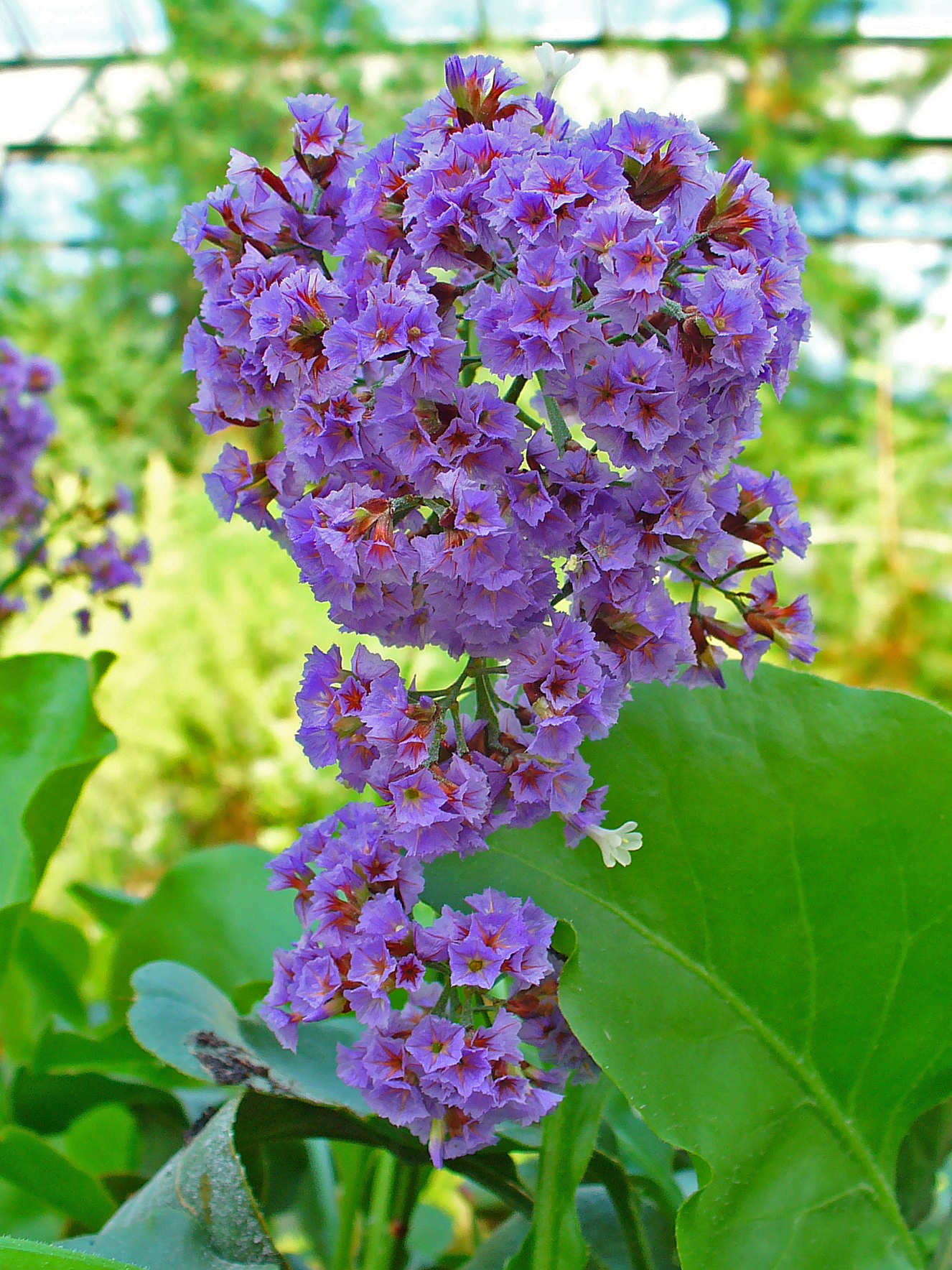
Blütenstand von Limonium arboreum

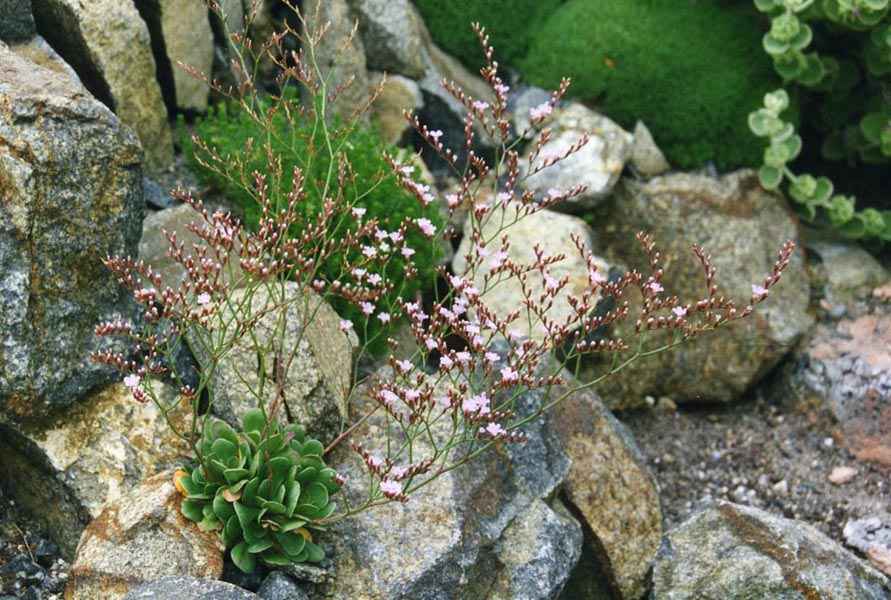
Habitus, Laubblätter und Blütenstände des Gänseblümchenblättrigen Strandflieder (Limonium bellidifolium)

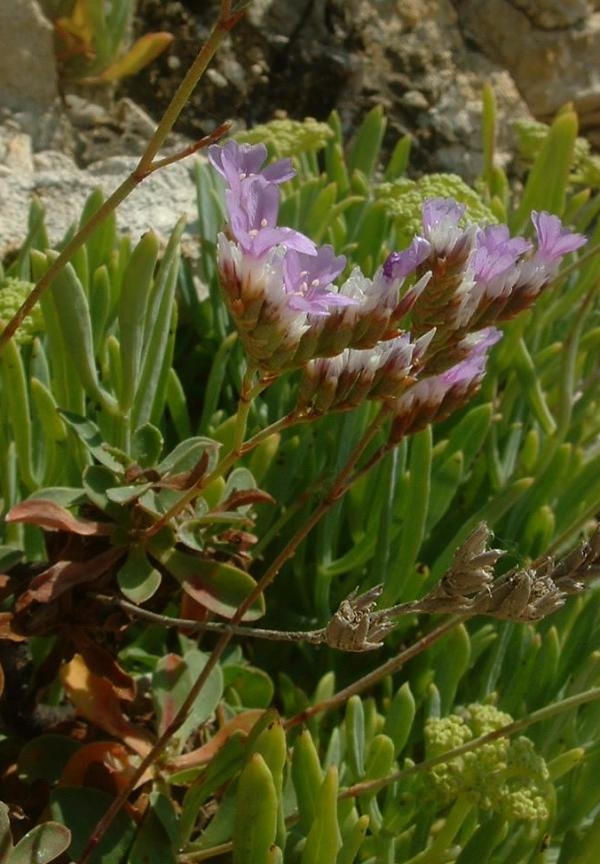
Blütenstand von Limonium binervosum

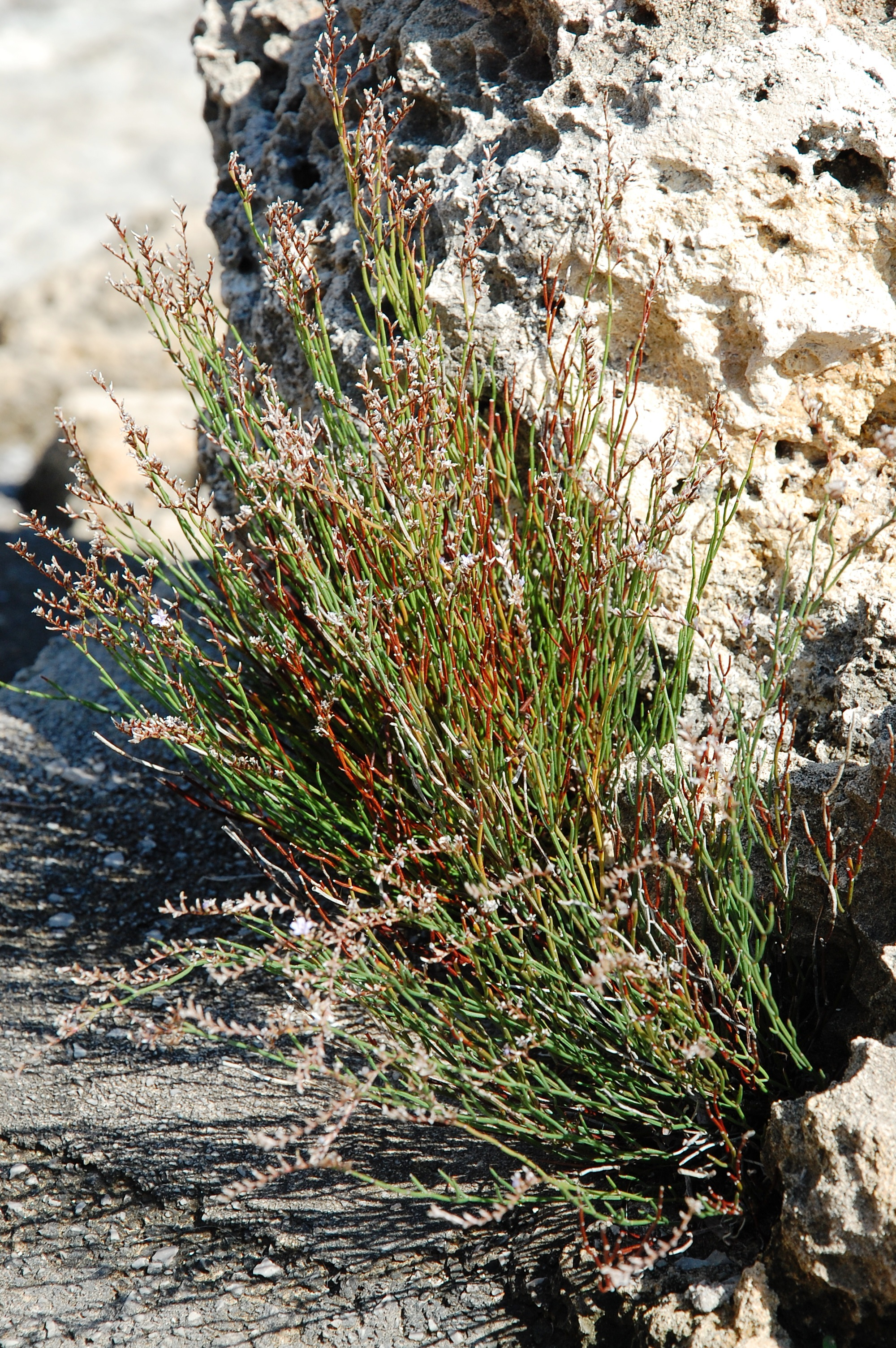
Habitus und Blütenstand von Limonium bocconei

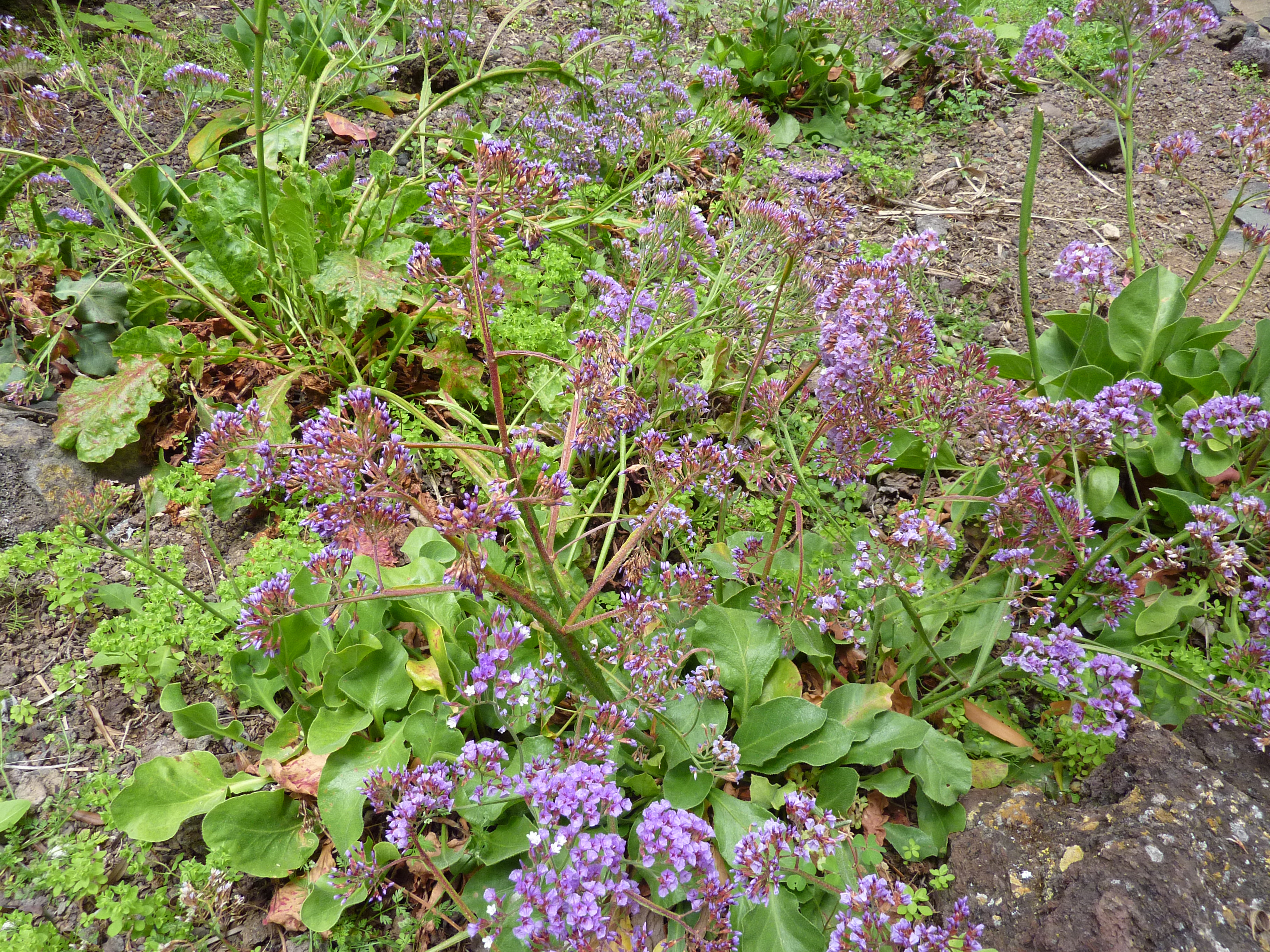
Habitus, Laubblätter und Blütenstände von Limonium bourgeaui

Habitus, Laubblätter und Blütenstände von Limonium brassicifolium

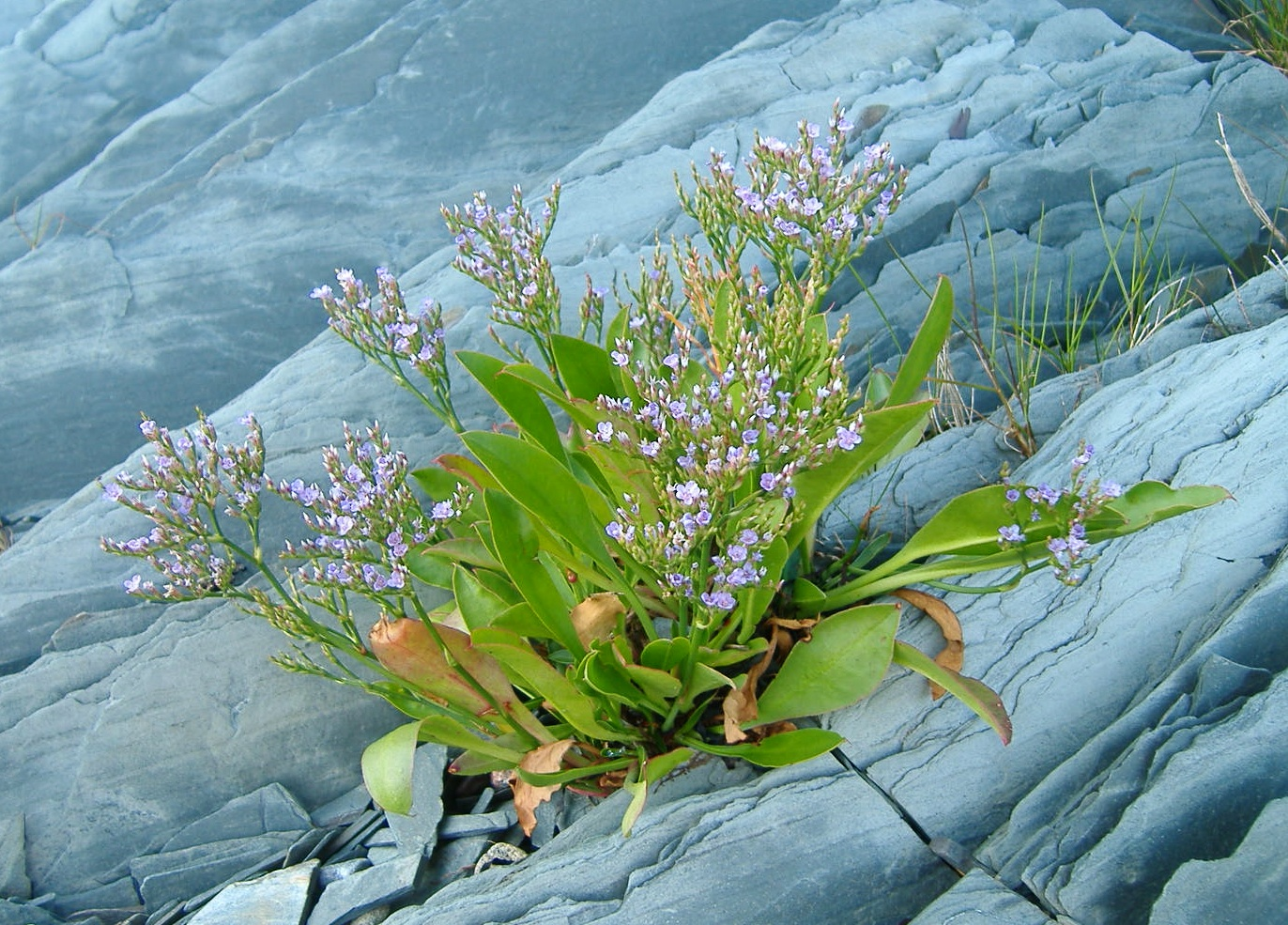
Habitus, Laubblätter und Blütenstand von Limonium carolinianum

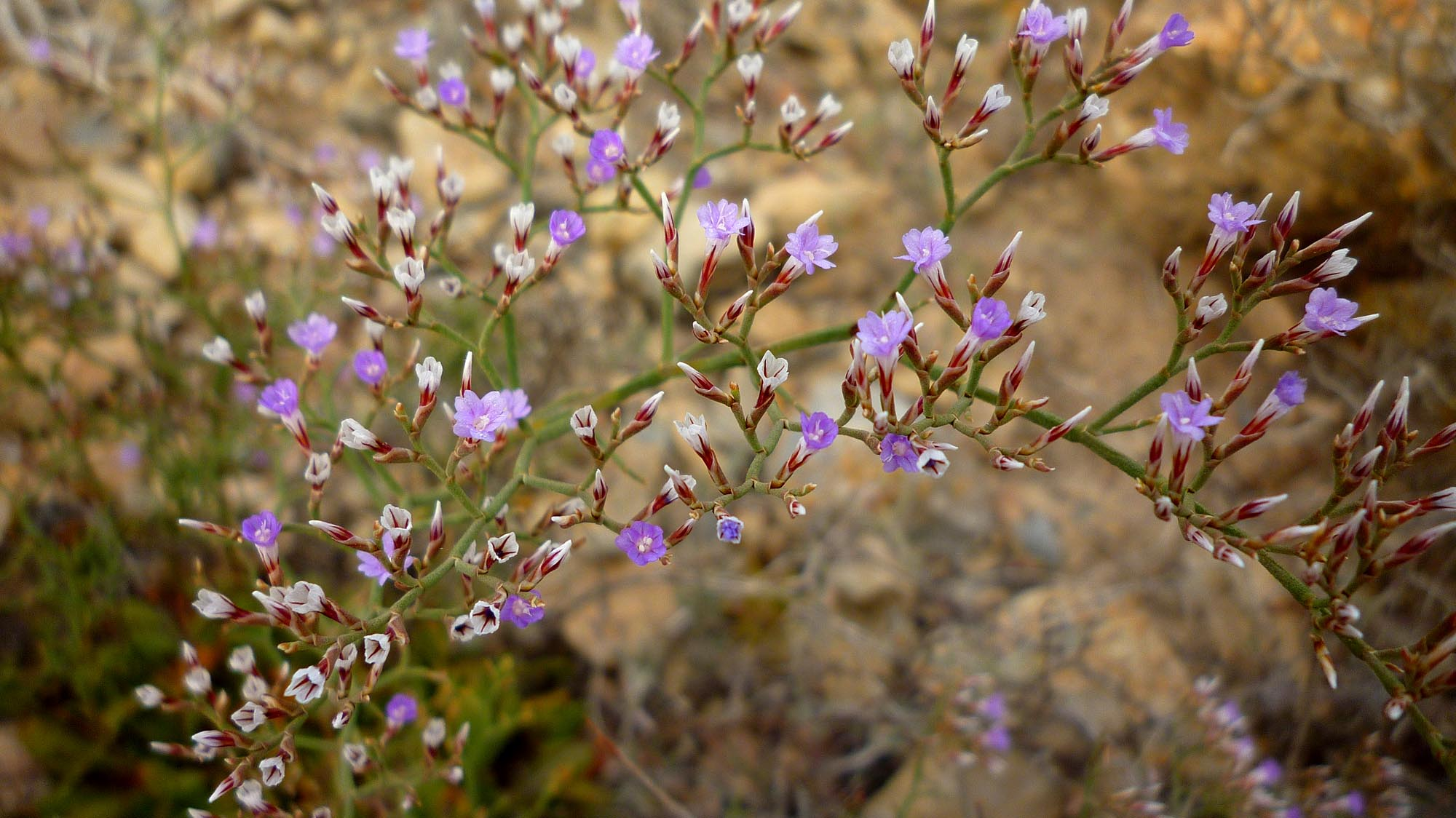
Ausschnitt eines Blütenstandes von Limonium carthaginense

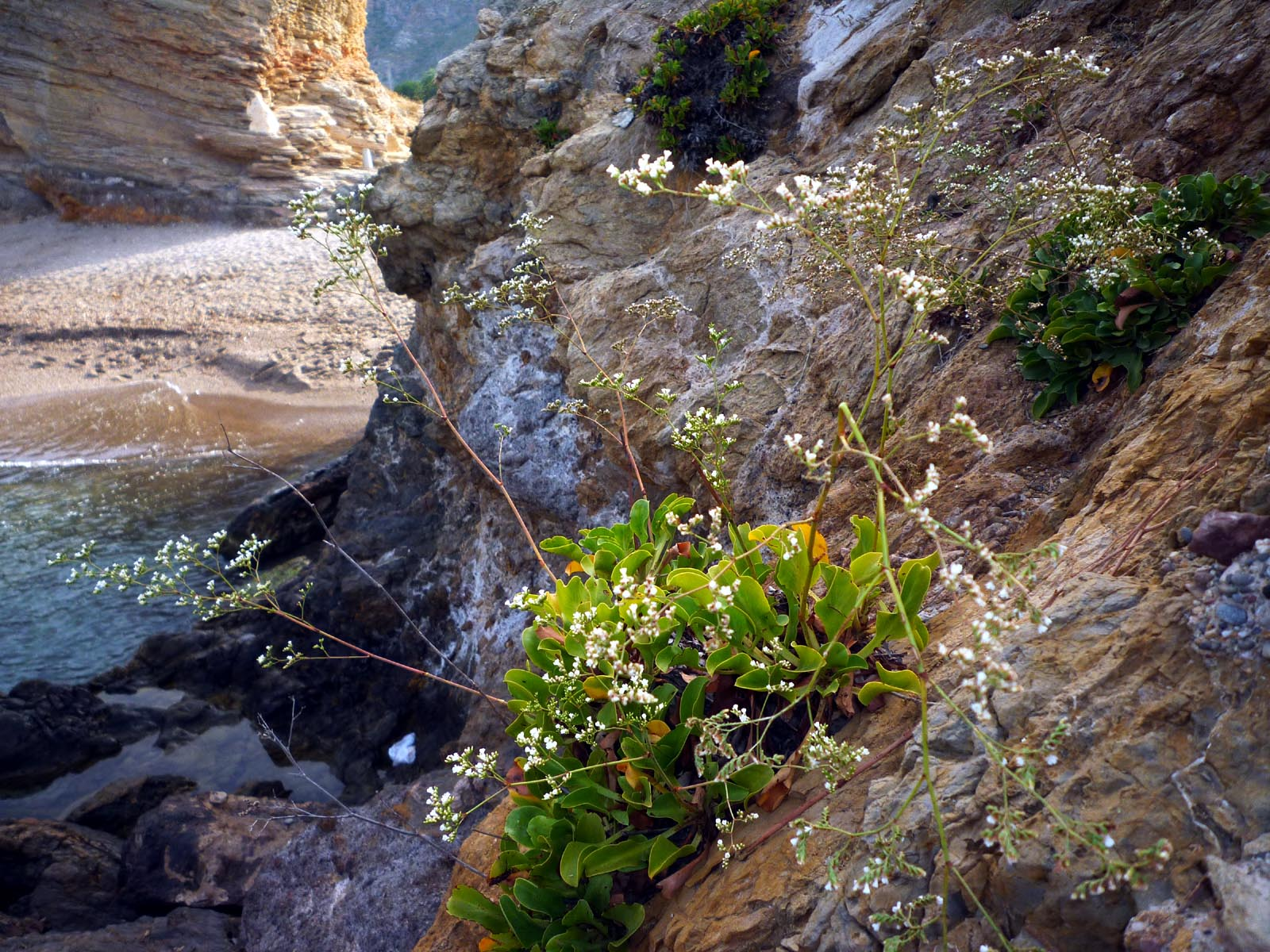
Habitus, Laubblätter und Blütenstände von Limonium cossonianum

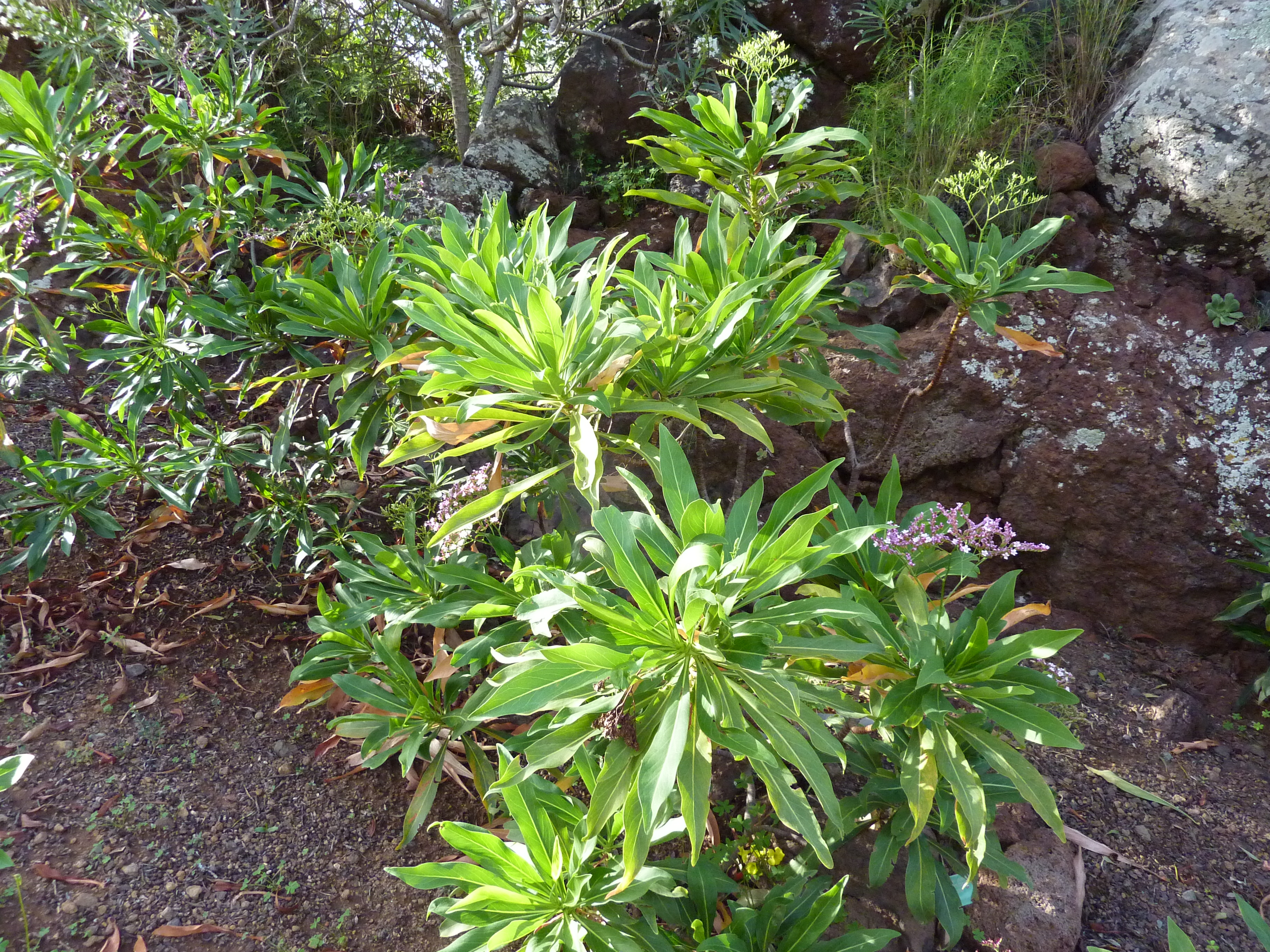
Habitus, Laubblätter und Blütenstände von Limonium dendroides

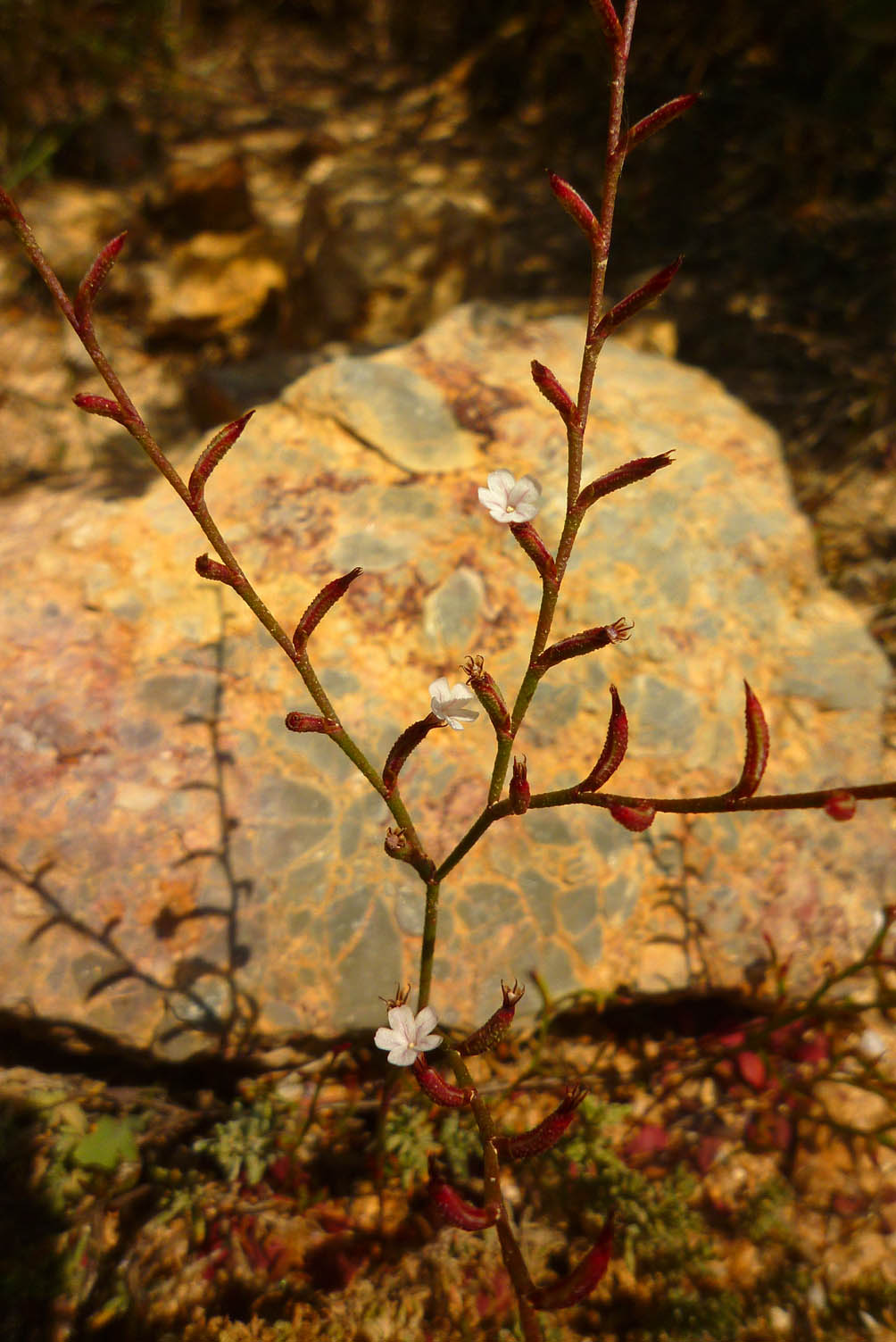
Ausschnitt eines Blütenstandes von Limonium echioides

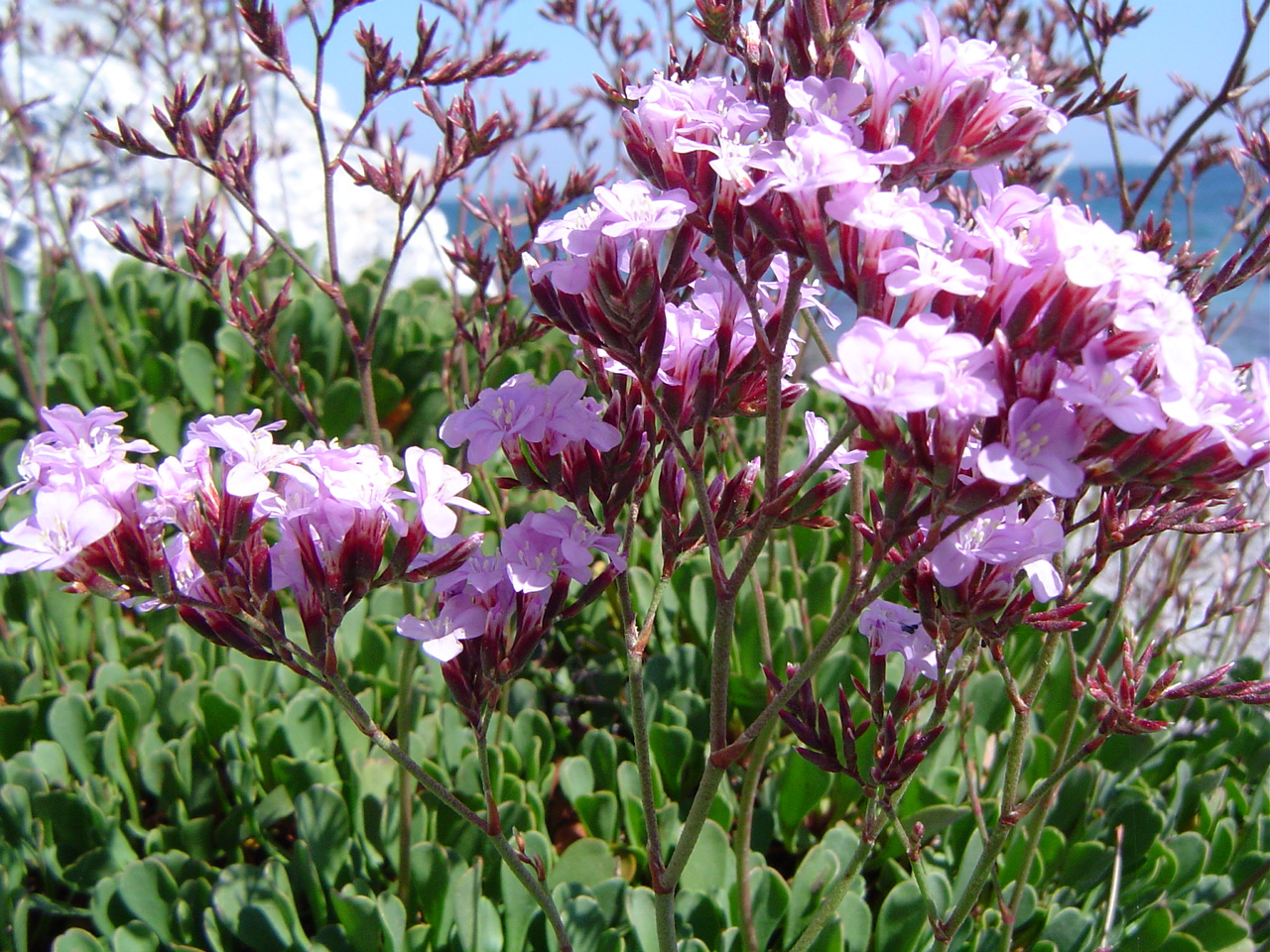
Habitus, Laubblätter und Blütenstände von Limonium emarginatum

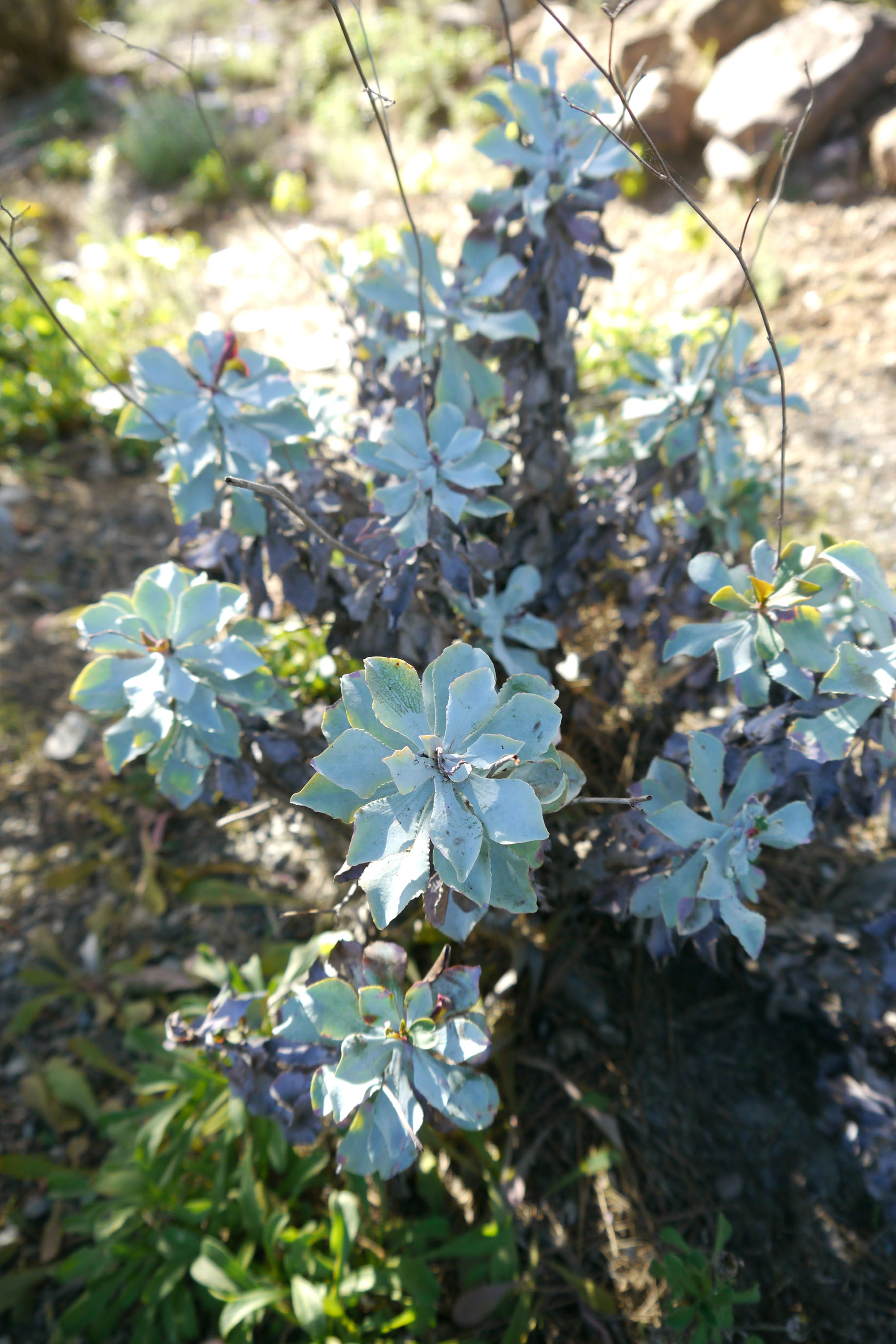
Habitus und Laubblätter von Limonium estevei

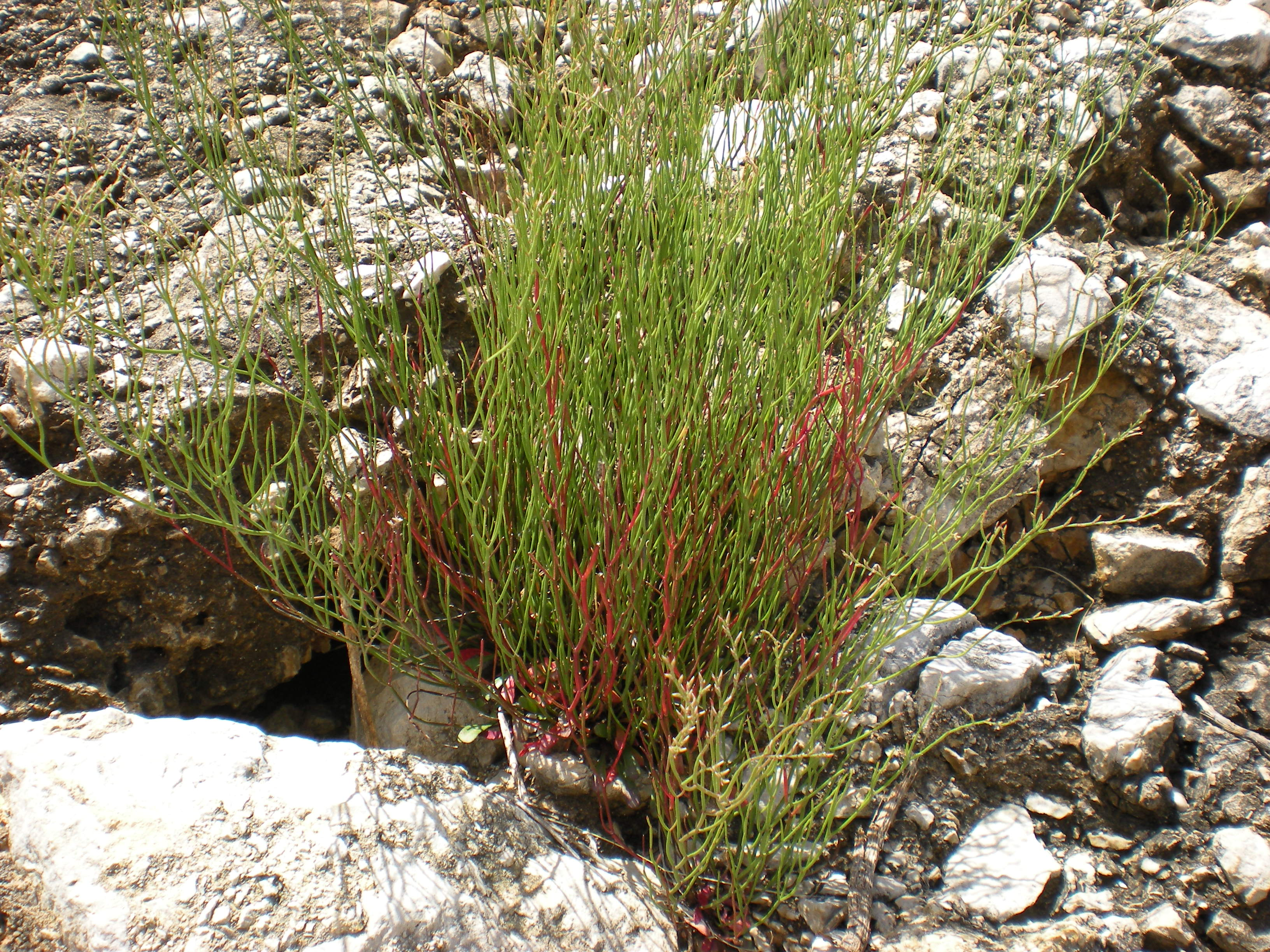
Habitus von Limonium flagellare

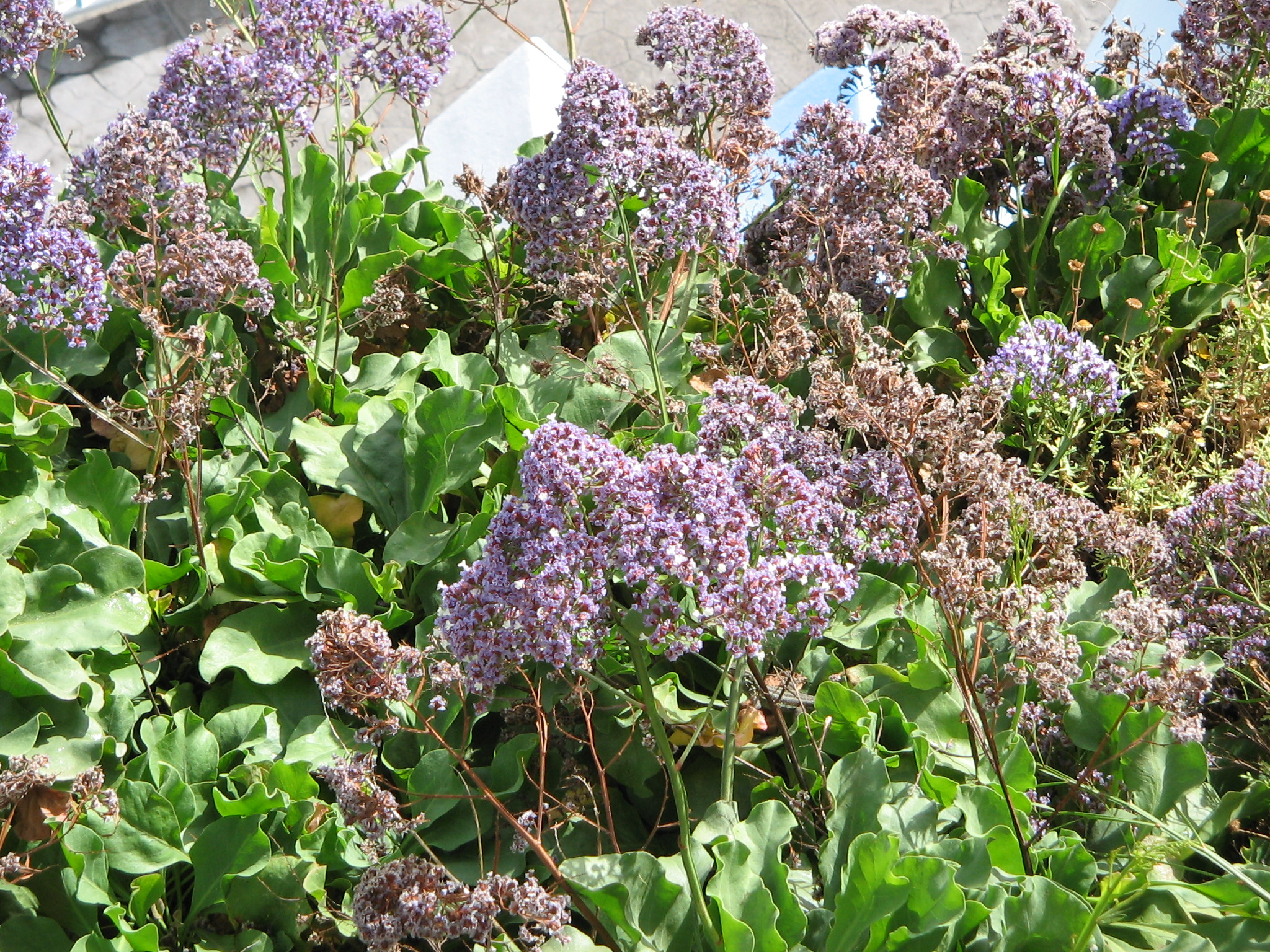
Habitus, Laubblätter und Blütenstände des Strauchigen Strandflieder (Limonium fruticans)

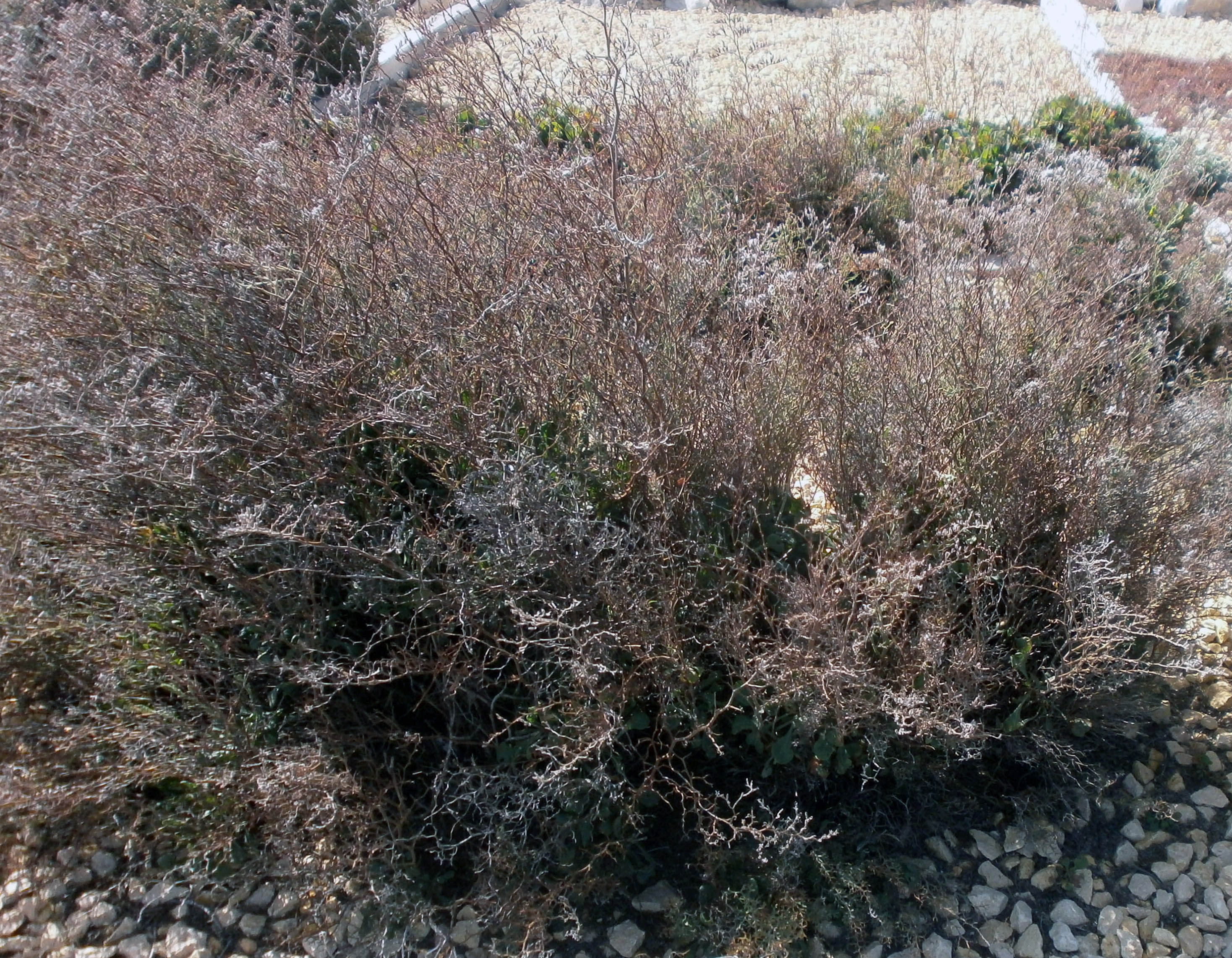
Habitus von Limonium furfuraceum

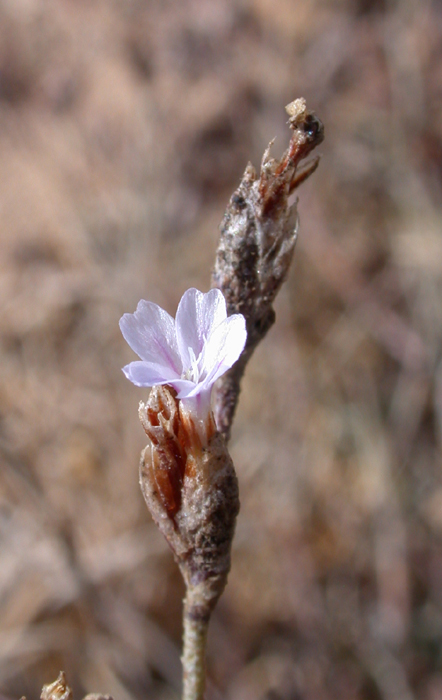
Ausschnitt eines Blütenstandes mit Blüte von Limonium galilaeum

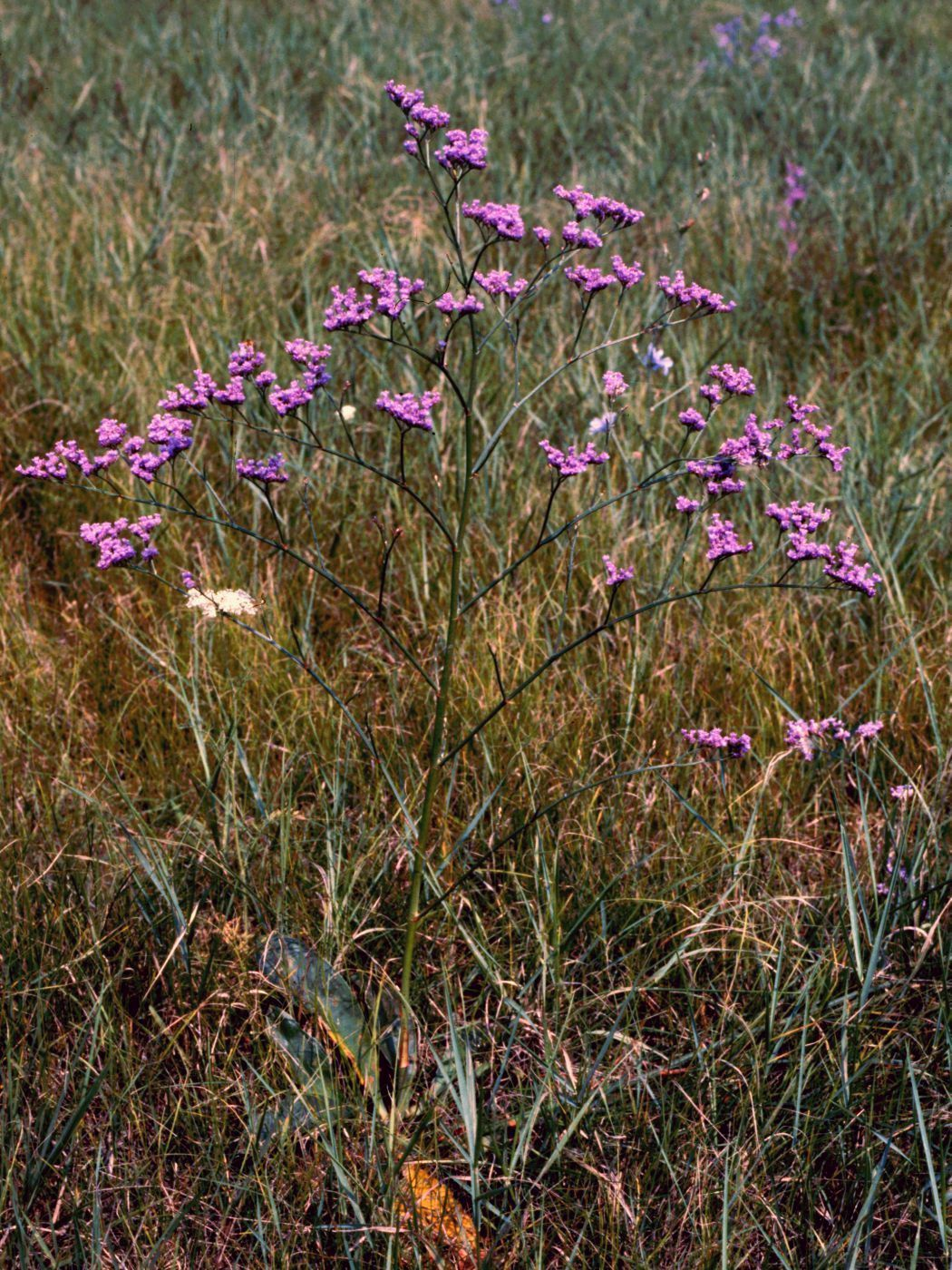
Blütenstand des Steppenschleier-Strandflieder (Limonium gmelinii)

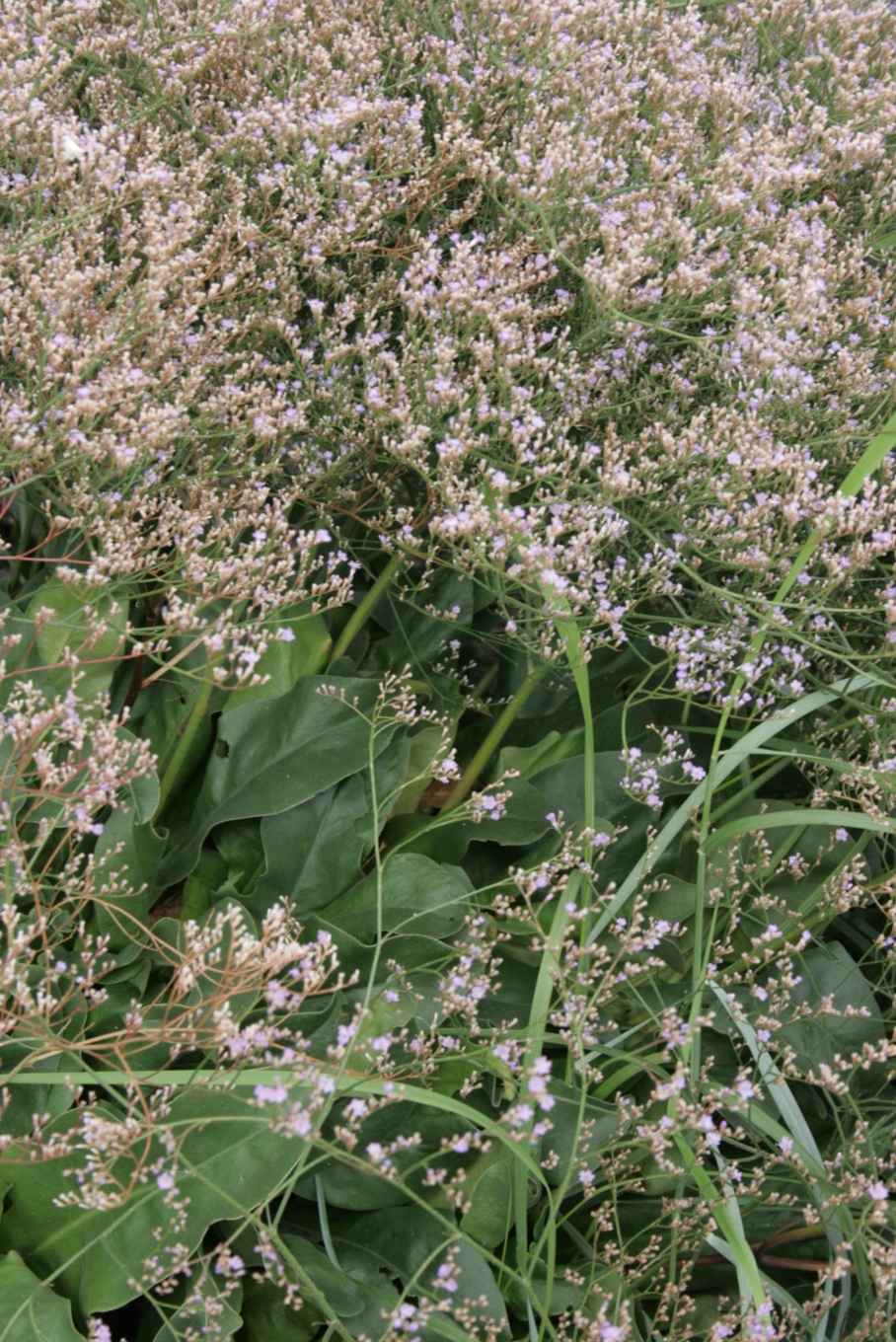
Habitus, Laubblätter und Blütenstand von Limonium humile

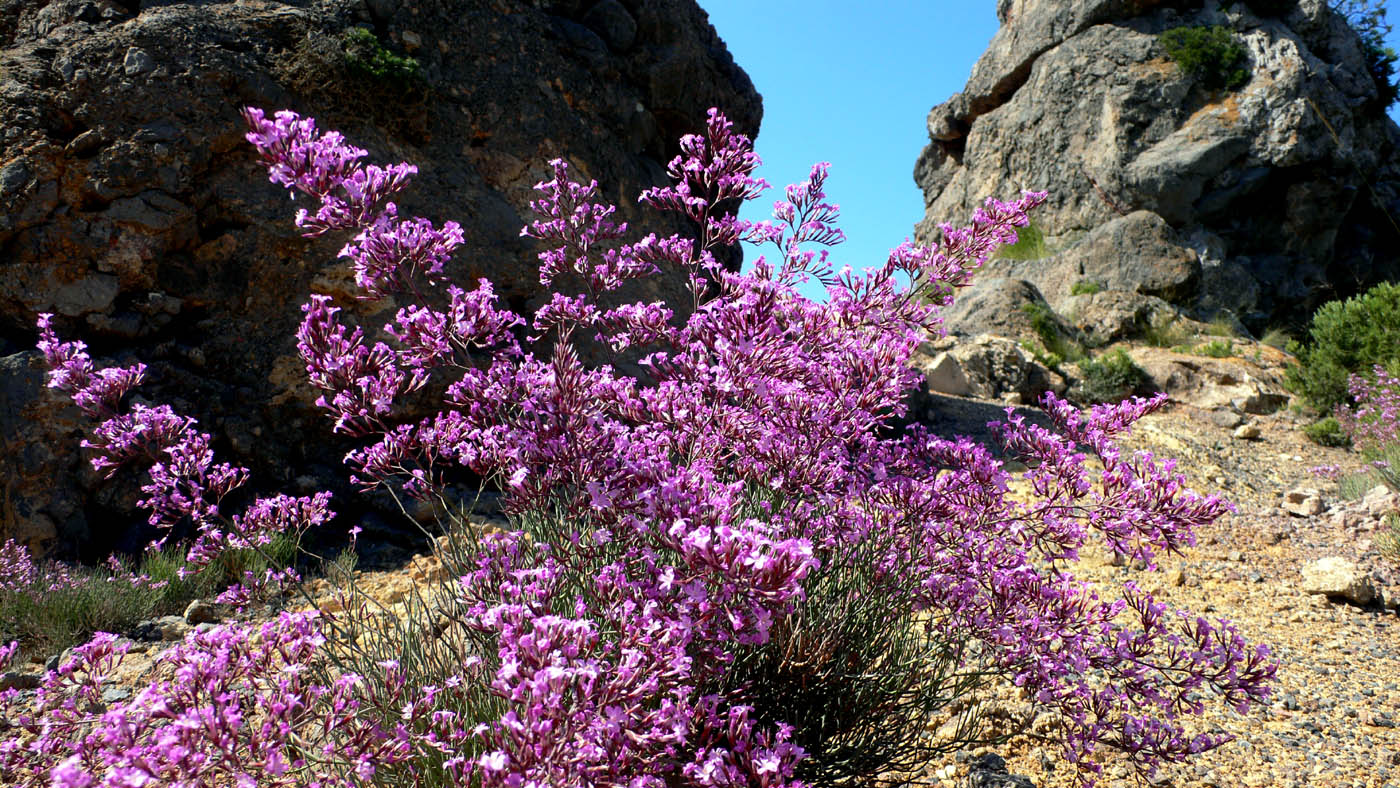
Habitus und Blütenstände von Limonium insigne

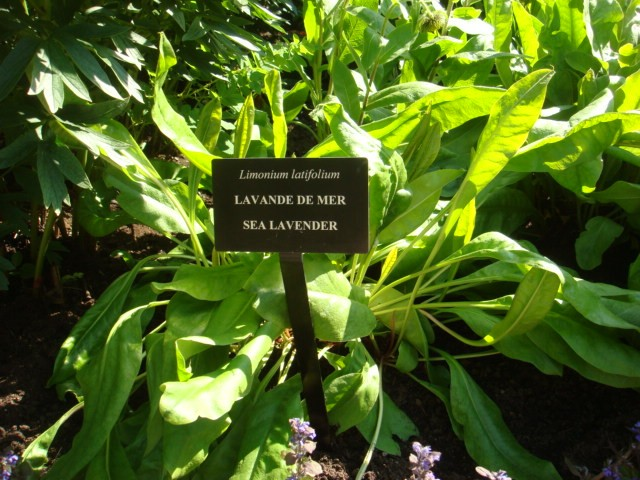
Habitus und Laubblätter des Breitblättrigen Strandflieder (Limonium latifolium)

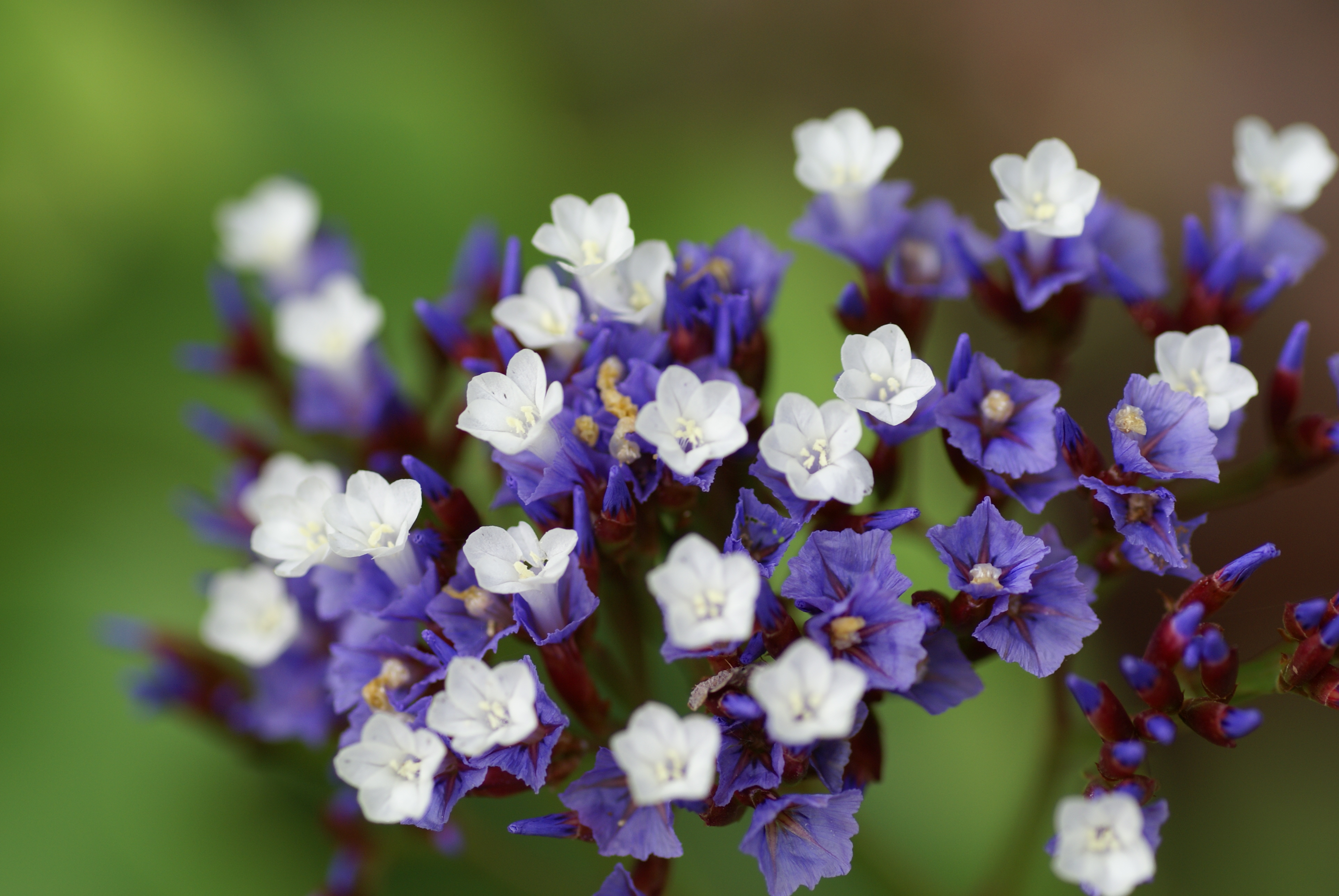
Ausschnitt eines Blütenstandes von Limonium macrophyllum mit Blüten im Detail

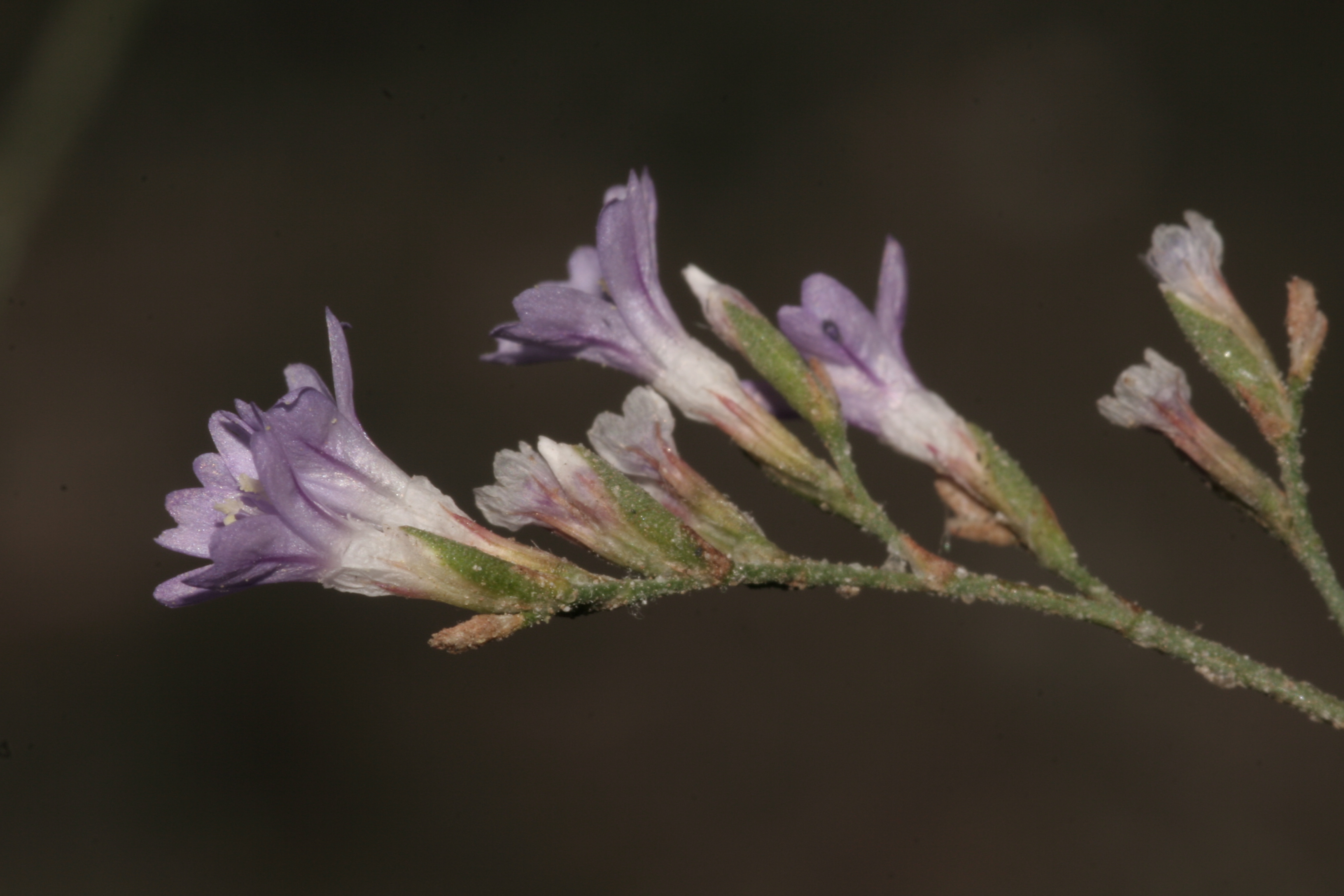
Ausschnitt eines Blütenstandes von Limonium malacitanum mit Blüten im Detail

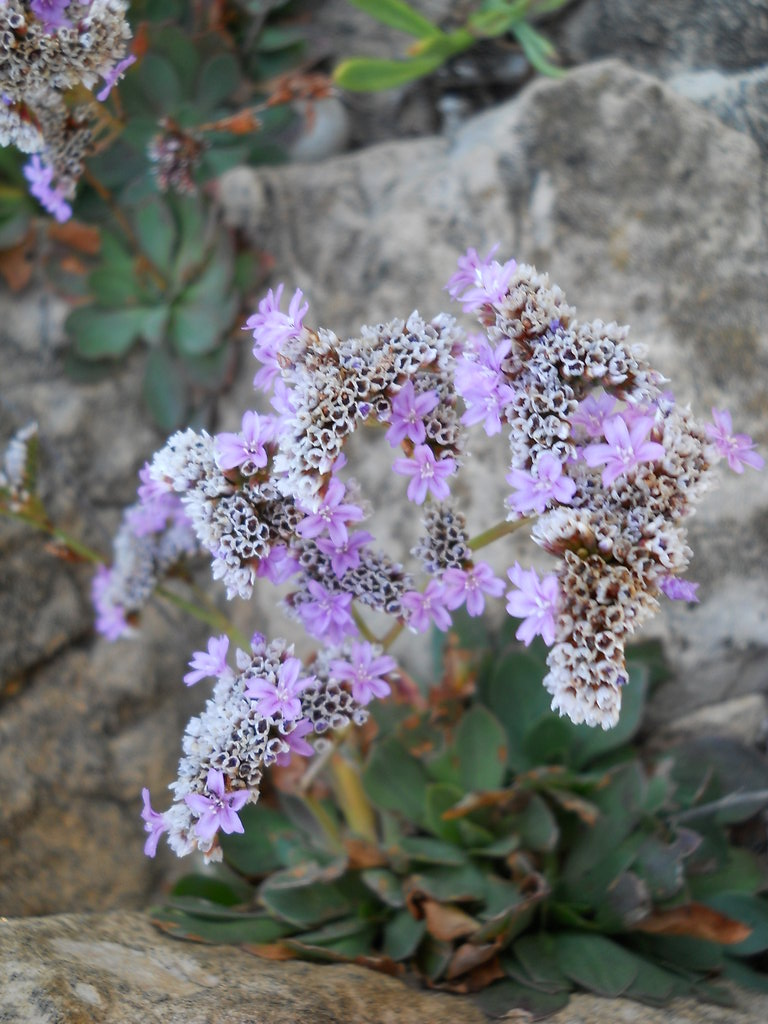
Blütenstand von Limonium multiflorum

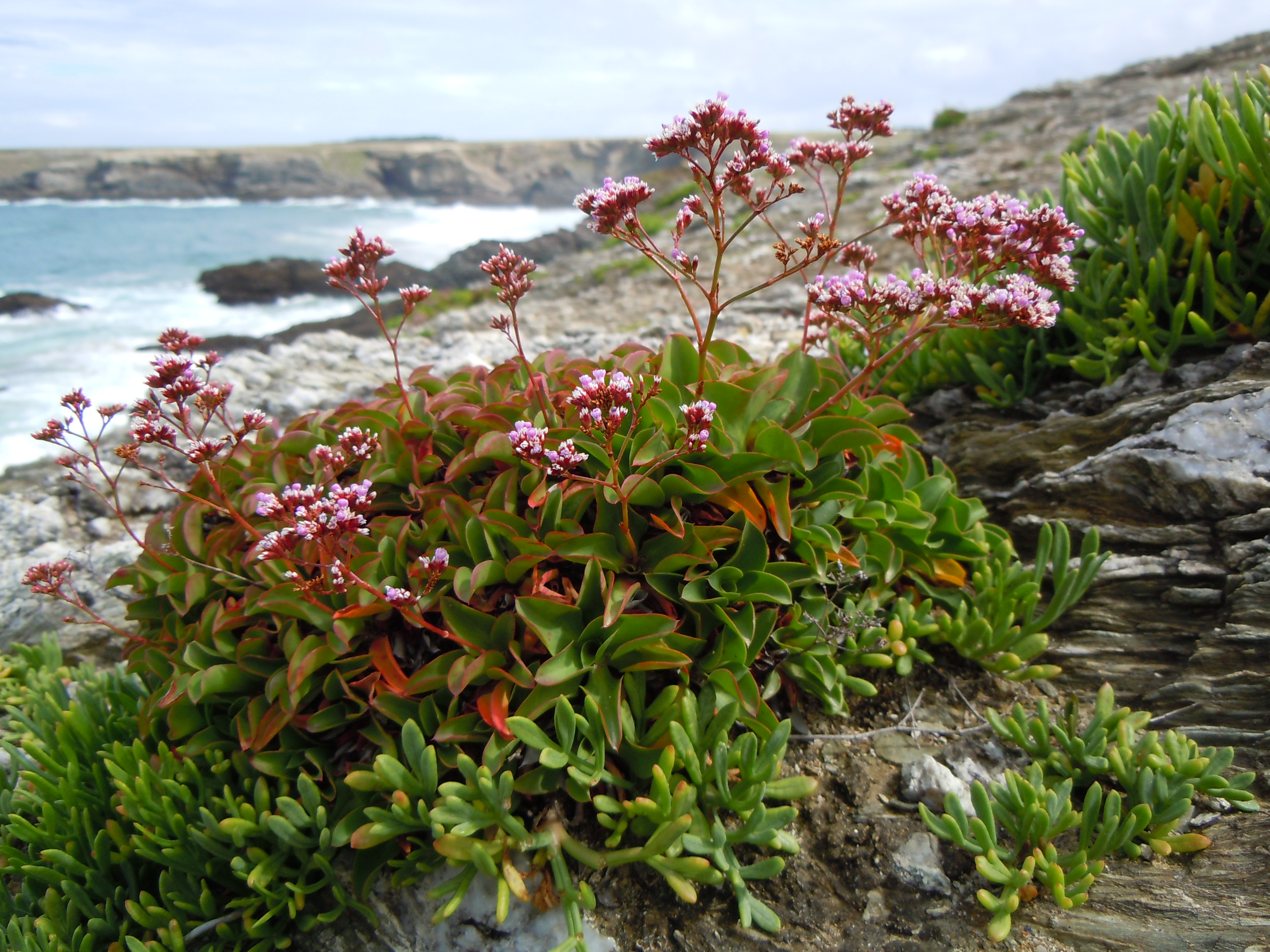
Habitus, Laubblätter und Blütenstände von Limonium ovalifolium

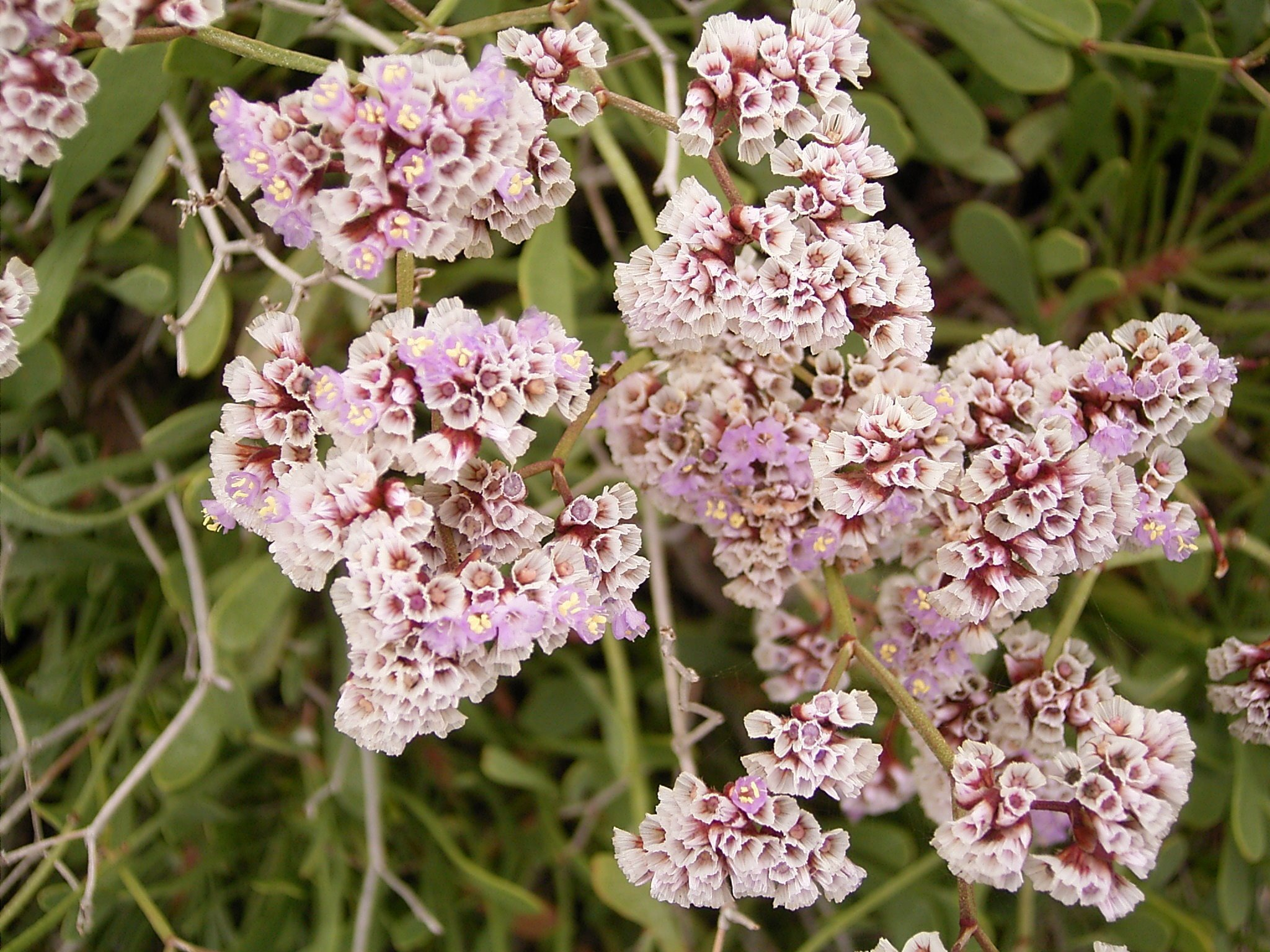
Ausschnitt eines Blütenstandes des Kammförmigen Strandflieder (Limonium pectinatum)

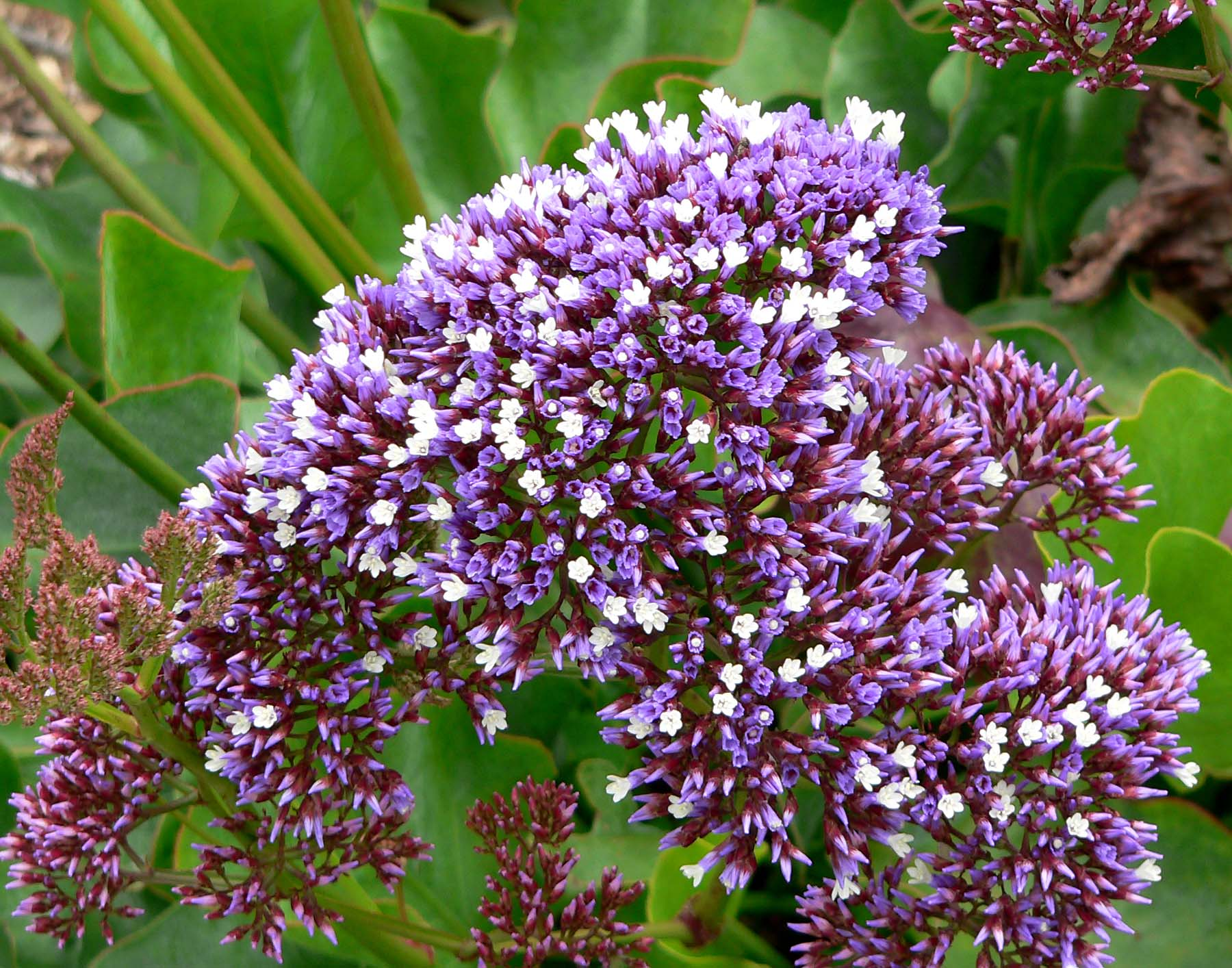
Blütenstand von Limonium perezii

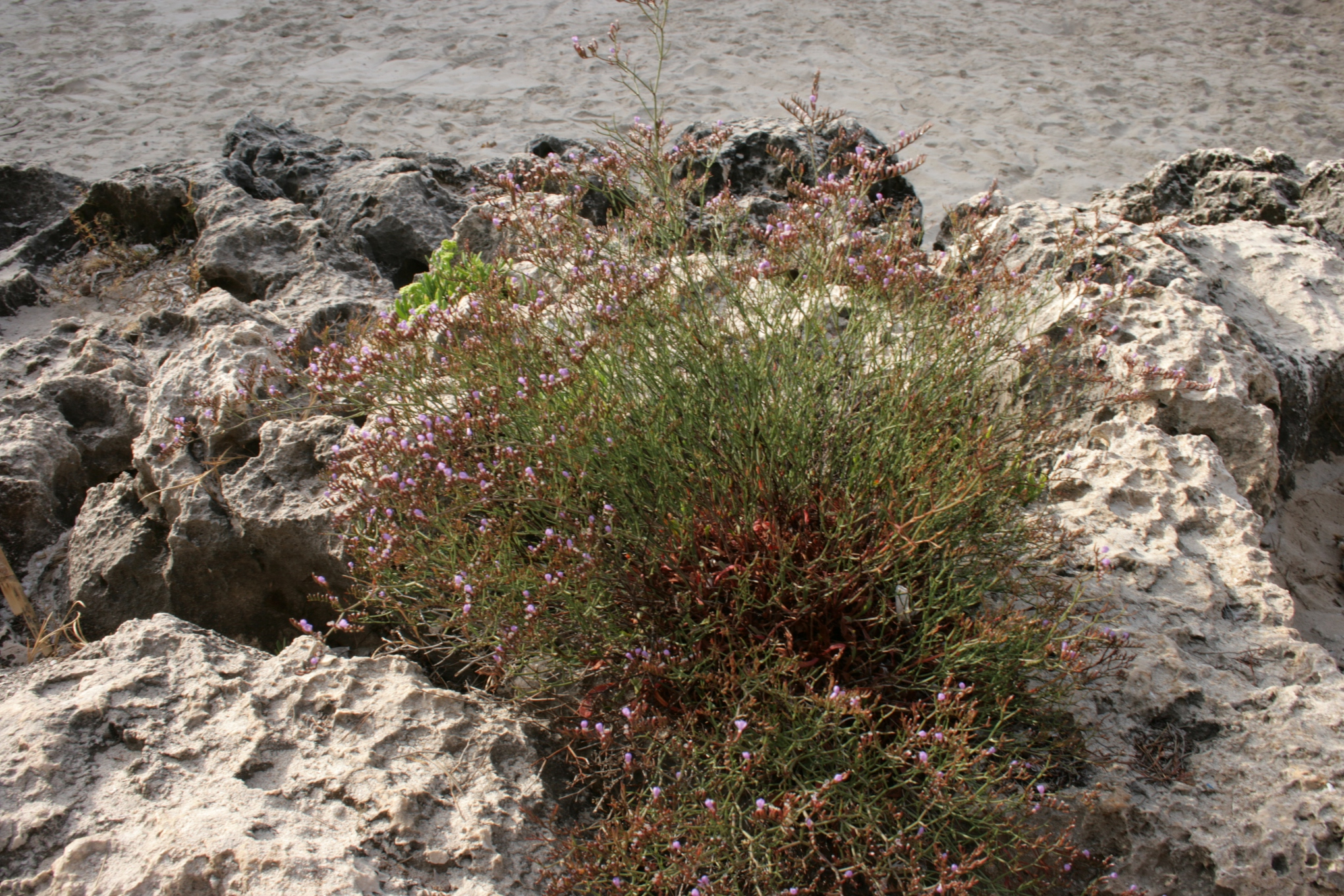
Habitus von Limonium ramosissimum

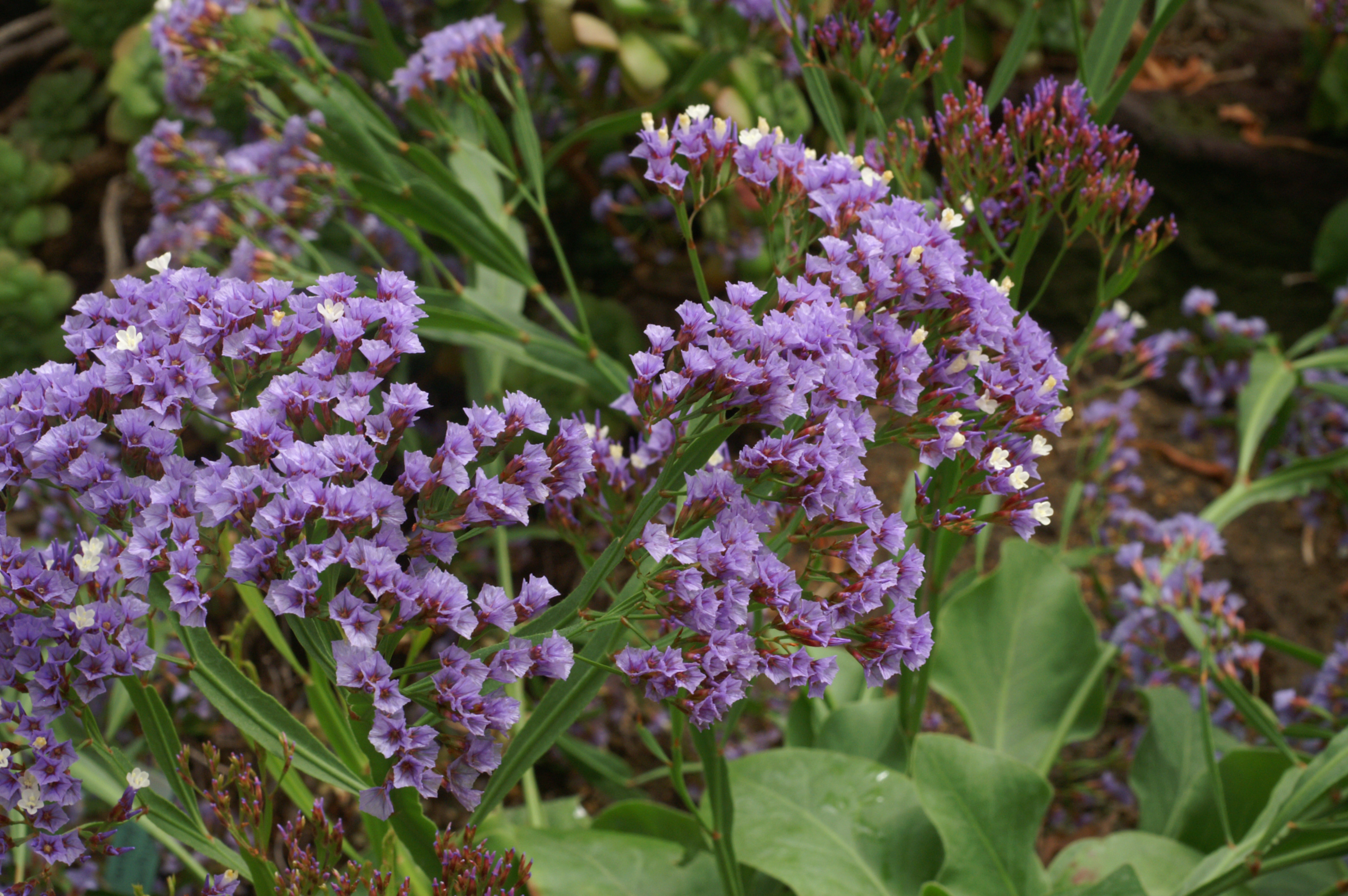
Habitus, Laubblätter und Blütenstand des Gomera-Strandflieder (Limonium redivivum)

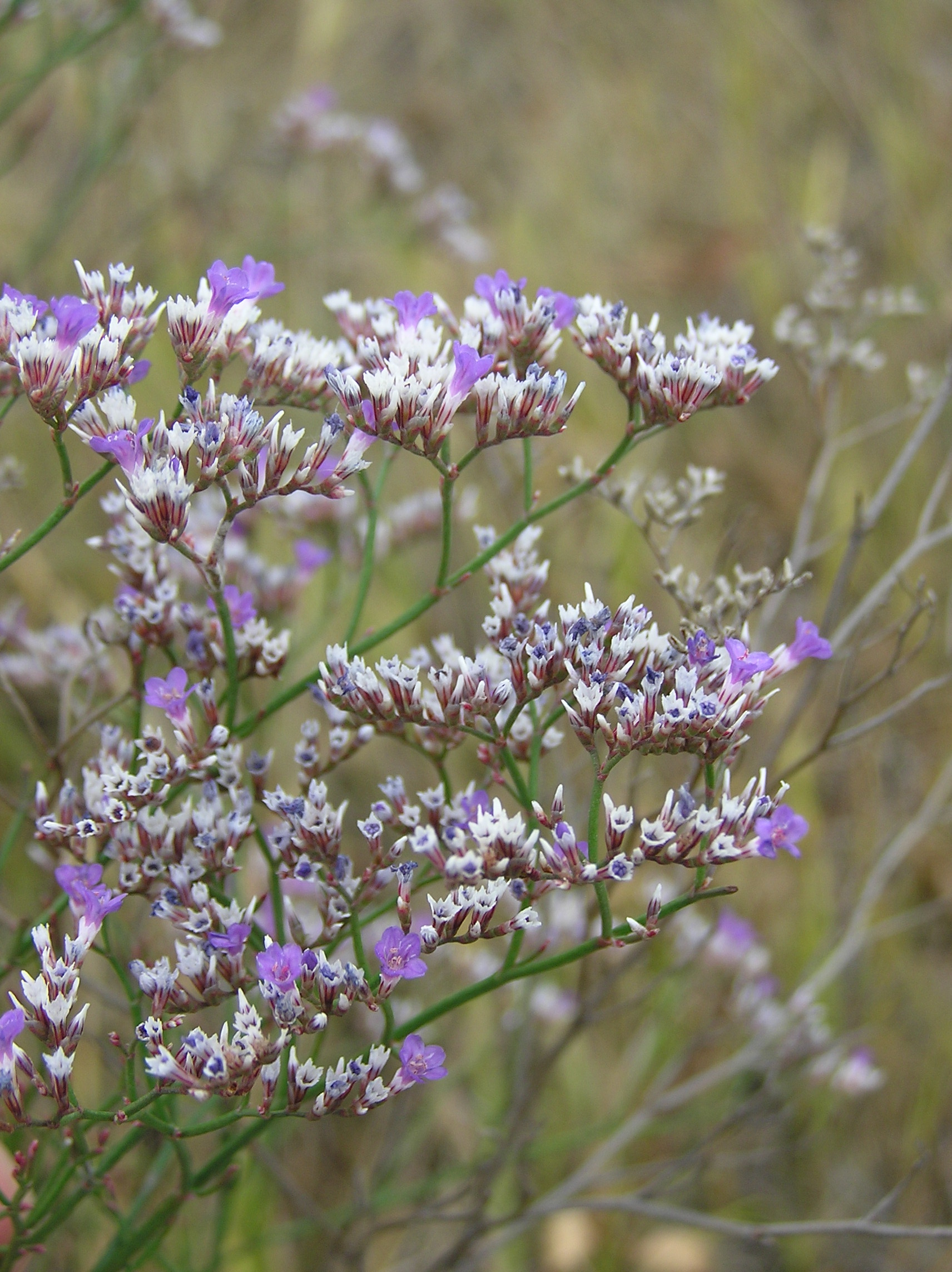
Ausschnitt eines Blütenstandes von Limonium sareptanum

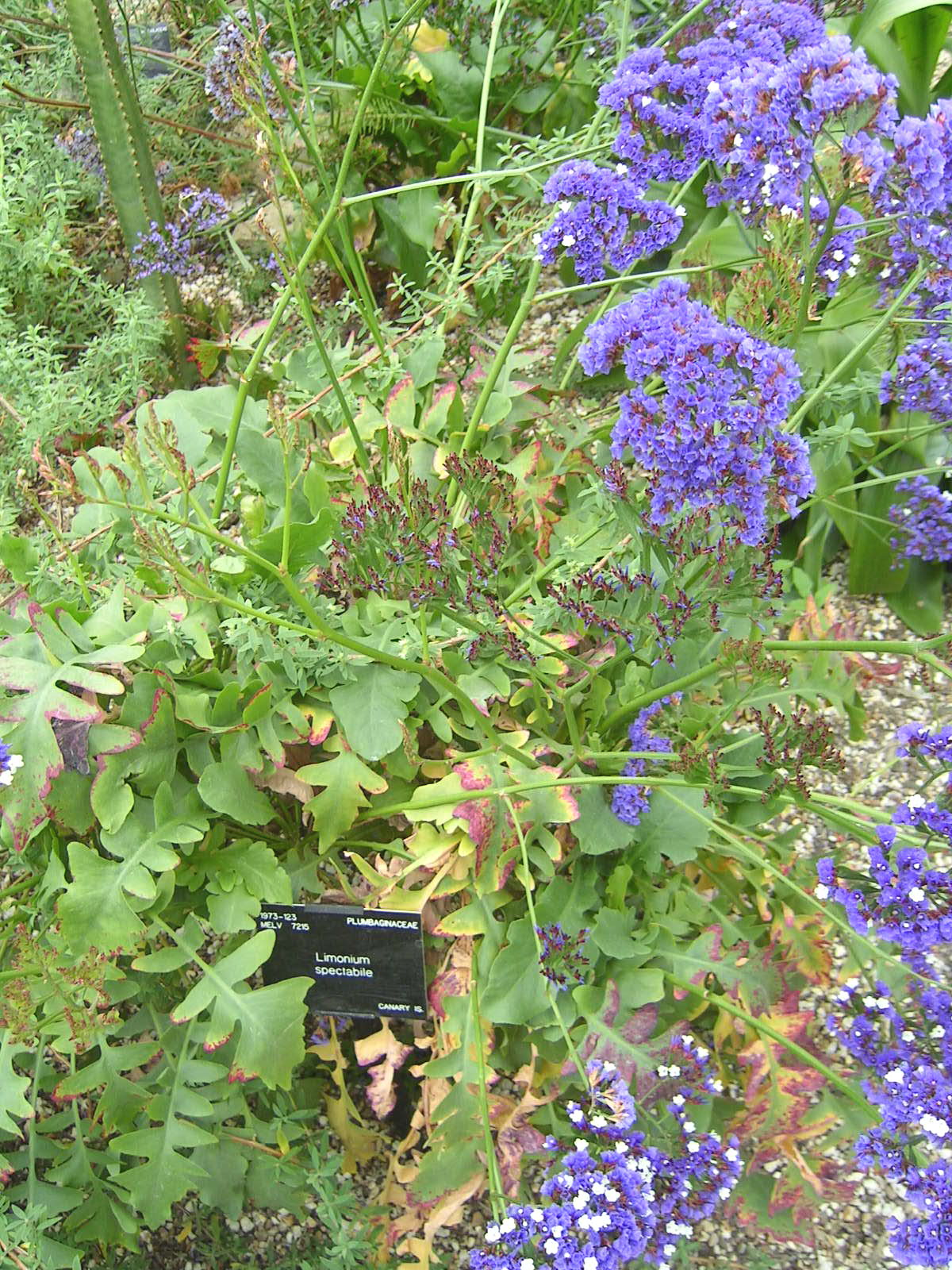
Habitus, Laubblätter und Blütenstände von Limonium spectabile

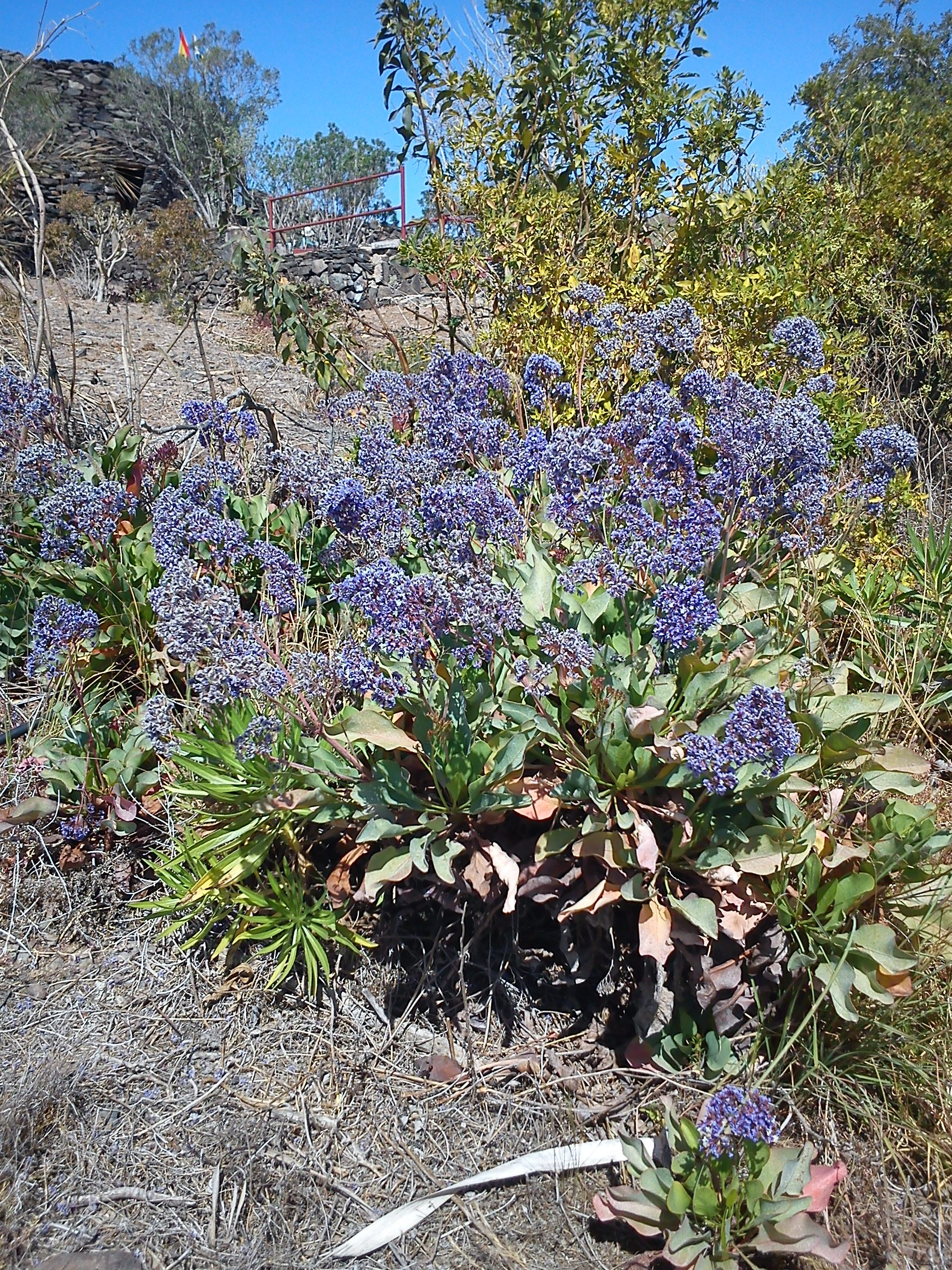
Habitus, Laubblätter und Blütenstände von Limonium sventenii

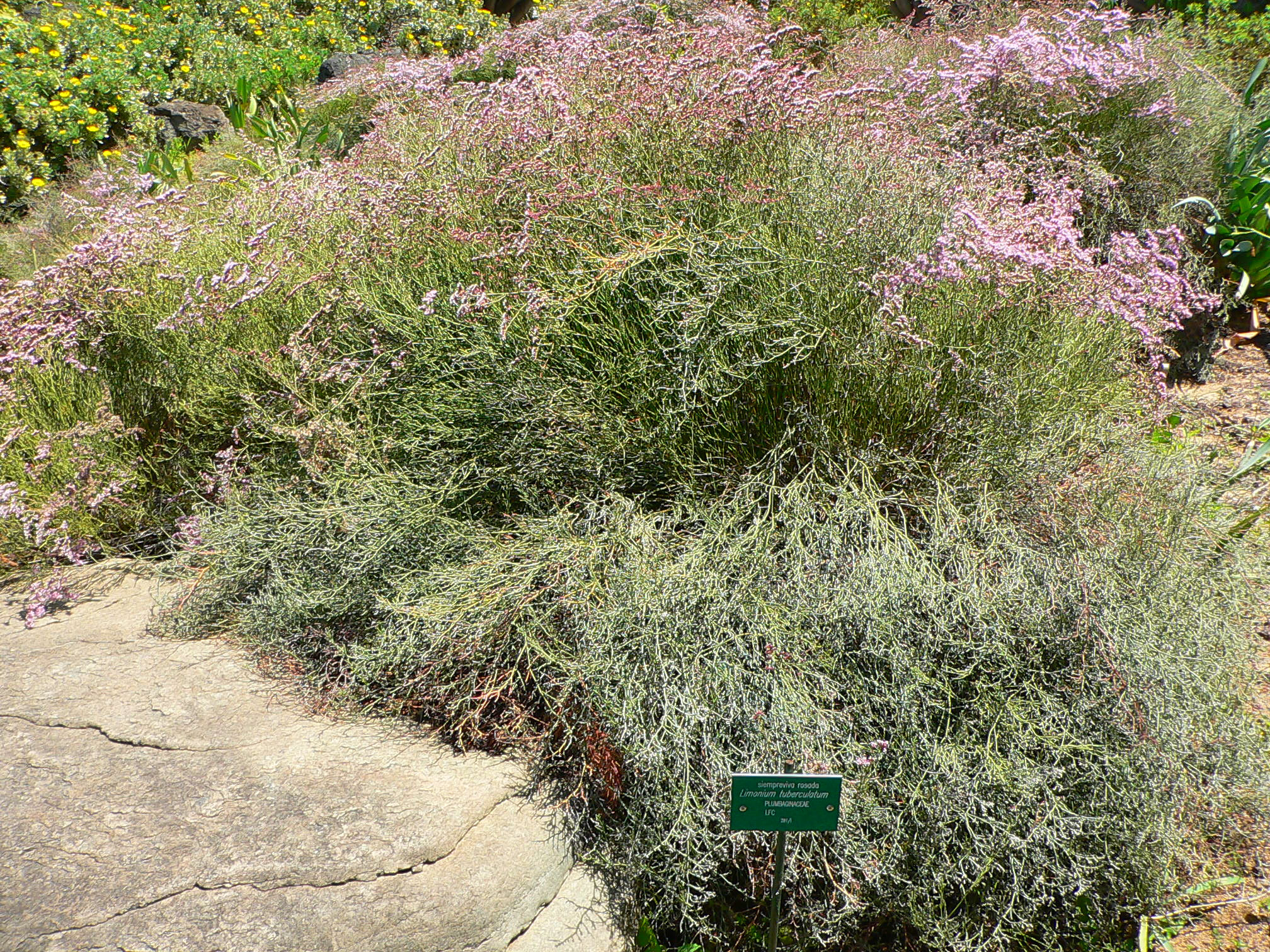
Habitus und Blütenstände von Limonium tuberculatum

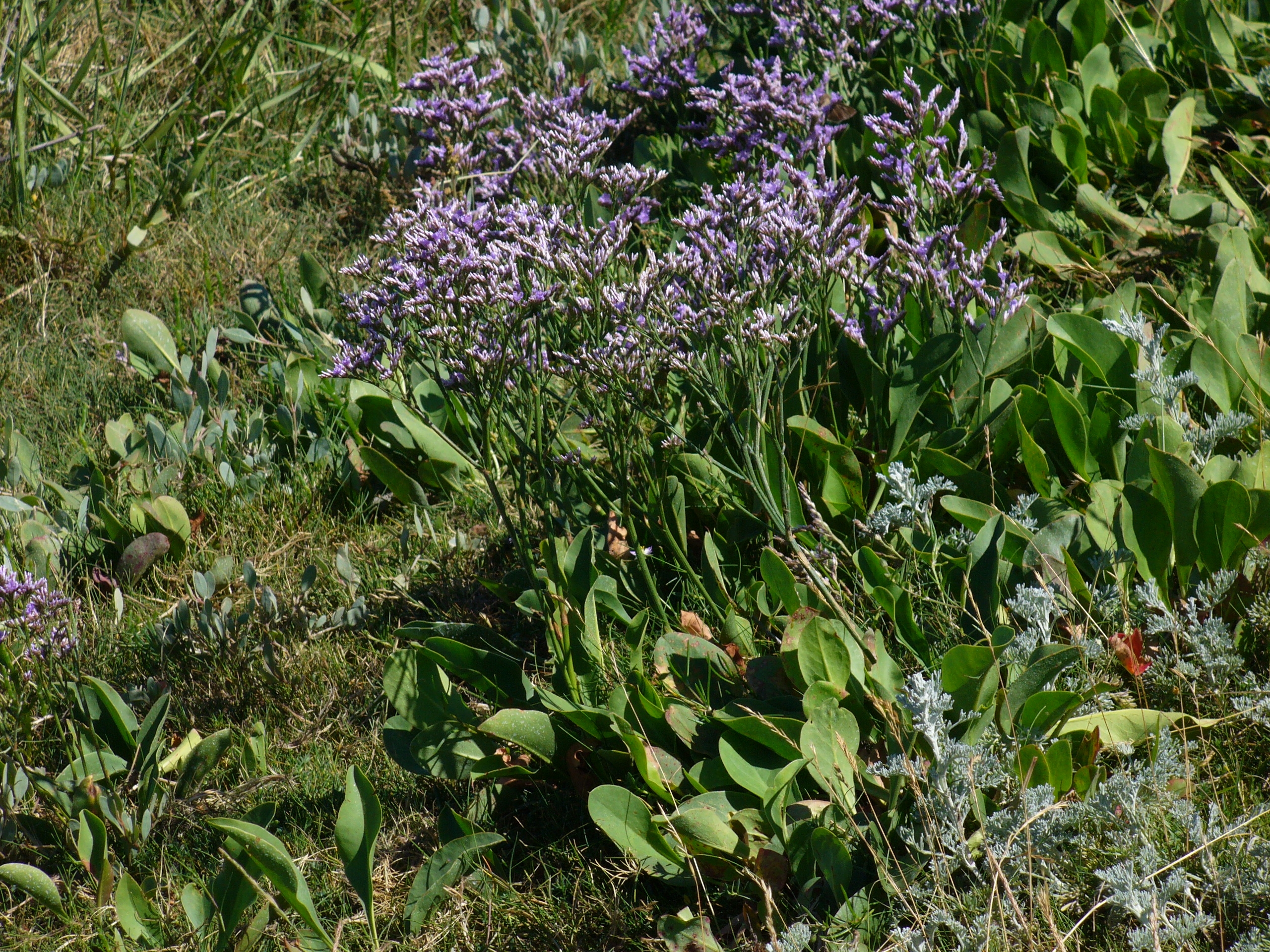
Habitus, Laubblätter und Blütenstände des Gewöhnlichen Strandflieder (Limonium vulgare)

| - Limonium acutifolium (Rchb.) C. E. Salmon kommt nur auf Korsika sowie Sardinien vor. - Limonium adilguneri Yild. & Doğru-Koca kommt in der Türkei vor. - Limonium aegaeum Erben & Brullo kommt in Griechenland, Kreta und auf den Inseln der Ägäis vor. - Limonium aegusae Brullo kommt als Endemit nur auf Sizilien vor. - Limonium afrum (Pignatti) Domina kommt in Algerien vor. - Limonium albidum (Guss.) Pignatti kommt nur auf Sizilien sowie Zypern vor. - Limonium albomarginatum Brullo kommt in Griechenland vor. - Limonium album (Coincy) Sennen kommt in Spanien vor. - Limonium alcudianum Erben kommt nur auf den Balearen vor. - Limonium algarvense Erben kommt in Portugal, Spanien und auf den Balearen vor. - Limonium algusae (Brullo) Greuter kommt als Endemit nur auf Sizilien vor. - Limonium alleizettei (Pau) Brullo & Erben kommt in Marokko, Algerien, Tunesien sowie Libyen vor. - Limonium alutaceum (Steven) Kuntze kommt von der zentralen und südlichen Ukraine bis zur Krim vor. - Limonium ammophilon (Papatsou & Phitos) Domina (Syn. Limonium rhodense M. B. Crespo & Pena-Martín) kommt in Griechenland, Kreta und auf den Inseln der Ägäis vor. - Limonium ampuriense Arrigoni & Diana kommt als Endemit nur auf Sardinien vor. - Limonium amynclaeum Pignatti kommt in Italien vor. - Limonium anatolicum Hedge kommt in der Türkei vor. - Limonium angustebracteatum Erben kommt in Spanien vor. - Limonium antipaxorum P. Artelari kommt in Griechenland vor. - Limonium antonii-llorensii L. Llorens kommt nur auf den Balearen vor. - Limonium aphroditae R. Artelari & Georgiou kommt in Griechenland vor. - Limonium apulum Brullo kommt in Italien vor. - Limonium aragonense (Debeaux) Font Quer kommt in Spanien vor. - Limonium arboreum (Willd.) Erben et al. (Syn. Limonium arborescens Kuntze nom. illeg., Limonium fruticans (Boiss.) Kuntze nom. illeg., Statice arborea Willd., Statice arborescens Webb & Berthel. nom. illeg., Statice fruticans Boiss. nom. illeg.) kommt als Endemit nur auf La Palma vor und ist in Kalifornien ein Neophyt. - Limonium archeothirae Erben & Brullo kommt in Griechenland vor. - Limonium arcuatum P. Artelari kommt in Griechenland vor. - Limonium arenosum Erben kommt in Spanien vor. - Limonium articulatum (Loisel.) Kuntze kommt in Italien, Korsika sowie Sardinien vor. - Limonium artruchium Erben kommt auf den Balearen vor. - Limonium asparagoides (Batt.) Maire kommt in Marokko sowie Algerien vor. - Limonium asperrimum Maire kommt in Marokko vor. - Limonium asterotrichum (C. E. Salmon) C.E.Salmon kommt nur in Bulgarien vor. - Limonium astypaleanum Erben & Brullo kommt in Griechenland vor. - Limonium athinense Erben & Brullo kommt in Griechenland vor. - Limonium atticum Erben & Brullo kommt in Griechenland vor. - Limonium aucheri (Girard) Greuter & Burdet kommt in Griechenland, auf Kreta, Zypern und auf den Inseln der Ägäis vor. - Goldgelber Strandflieder (Limonium aureum (L.) Hill, Syn. Statice aurea L., Limonium erythrorrhizum Ikonn.-Gal. ex Lincz.) kommt im östlichen Sibirien, in der Mongolei und in den chinesischen Provinzen zentralen Gansu, Nei Mongol, Ningxia, nördlichen Shaanxi sowie Shanxi vor. - Limonium auriculae-ursifolium (Pourr.) Druce kommt in Marokko, Algerien, Frankreich, Portugal, Spanien und auf den Balearen vor. - Limonium australe (R. Br.) Kuntze kommt an der Ostküste Australiens von Nord-Tasmanien bis Mackay (Queensland) vor. - Limonium avei (De Not.) Brullo & Erben kommt in Algerien, Tunesien, Libyen, Ägypten, Frankreich, Italien, auf Zypern, Sardinien und Sizilien vor, fehlt aber in Griechenland und auf Kreta. - Limonium axillare (Forssk.) Kuntze kommt von Ägypten bis zum nordöstlichen tropischen Afrika, zur Arabischen Halbinsel und auch in Pakistan vor. - Limonium balearicum (Pignatti) Brullo kommt auf Mallorca und auf Menorca vor. - Limonium battandieri Greuter & Burdet kommt in Marokko und in Algerien vor. - Limonium beaumierianum (Cosson ex Maire) Maire (Syn. Limonium sinuatum (L.) Miller subsp. beaumierianum (Maire) Sauvage & Vindt) kommt in Nordafrika (Algerien, Marokko, Mauretanien) vor. - Gänseblümchenblättriger Strandflieder (Limonium bellidifolium (Gouan) Dumort., Syn. Statice limonium var. bellidifolia Gouan, Limonium caspium (Willd.) P.Fourn., Limonium danubiale Klokov) kommt in Europa und im Mittelmeergebiet vor. - Limonium benmageci Marrero Rodr. kommt als Endemit nur auf La Palma vor. - Limonium bianorii (Sennen & Pau) Erben kommt auf den Balearen vor. - Limonium bicolor (Bunge) Kuntze (Syn. Statice bicolor Bunge, Statice bungeana Boiss., Statice florida Kitagawa, Statice sinensium Gandoger, Statice varia Hance) kommt in China und in der Mongolei vor. - Limonium biflorum (Pignatti) Pignatti kommt nur auf Mallorca vor. - Limonium binervosum (G. E. Sm.) C. E. Salmon (Syn. Limonium occidentale (J. Lloyd) Kuntze) kommt in Marokko, Portugal, Spanien, Frankreich, Großbritannien und Irland vor. - Limonium bocconei (Lojac.) Litard. kommt als Endemit nur auf Sizilien vor. - Limonium boirae Llorens & Tiébar kommt als Endemit nur auf Mallorca vor. - Limonium boitardii Maire kommt in Tunesien vor. - Limonium bollei (Wangerin) Erben kommt als Endemit nur auf Fuerteventura vor. - Limonium bonafei Erben kommt auf den Balearen vor. - Nordafrikanischer Strandflieder (Limonium bonduellei (T. Lestib.) Kuntze) kommt in Spanien und Nordafrika vor. - Limonium bourgeaui (Webb ex Webb) Kuntze kommt nur auf Lanzarote und Fuerteventura vor. - Limonium bonifaciense Arrigoni & Diana kommt als Endemit nur auf Korsika vor. - Limonium bosanum Arrigoni & Diana kommt als Endemit nur auf Sardinien vor. - Limonium brassicifolium (Webb & Berthel.) Kuntze (Syn. Statice brassicifolia Webb & Berthel.) kommt auf Hierro und La Gomera vor. - Limonium brevipetiolatum P. Artelari & Erben kommt in Griechenland vor. - Limonium brutium Brullo kommt in Italien vor. - Limonium bulgaricum Anchev kommt nur in Bulgarien vor. - Limonium bungei (Claus) Gamajun. (Syn. Statice bungei Claus, Limonium membranaceum (Czern.) Klokov) kommt in der Ukraine, in Moldawien und Südostrussland vor. - Limonium byzacium Brullo & Erben kommt in Tunesien vor. - Limonium cabulicum (Boiss.) Kuntze (Syn. Limonium griffithii (Aitch. et Hemsl.) Kuntze, Statice cabulica Boiss., Statice griffithii Aitch. et Hemsl.) gedeiht in ariden Bergregionen im westlichen Pakistan und Afghanistan. - Bläulicher Strandflieder (Limonium caesium (Girard) Kuntze) kommt in Spanien vor. - Limonium calabrum Brullo kommt in Italien vor. - Limonium calaminare Pignatti kommt im südöstlichen Spanien vor. - Limonium calanchicola Erben kommt als Endemit nur auf Korsika vor. - Limonium calcarae (Janka) Pignatti kommt als Endemit nur auf Sizilien vor. - Limonium californicum (Boiss.) A. Heller (Syn. Statice californica Boiss., Limonium californicum var. mexicanum (S. F. Blake) Munz, Limonium commune var. californicum (Boiss.) Greene, Limonium mexicanum S. F. Blake) gedeiht hauptsächlich an der Küste in den US-Bundesstaaten Kalifornien, Nevada, Oregon und im mexikanischen Bundesstaat Baja California. - Limonium callianthum (Peng) Kamelin (Syn. Limonium drepanostachyum subsp. callianthum Peng) gedeiht in niedrigen Höhenlagen an Bergen im südwestlichen Xinjiang. - Limonium calliopsium Alf.Mayer kommt als Endemit nur auf Kreta vor. - Limonium camposanum Erben kommt auf den Balearen vor. - Limonium cancellatum (Bertol.) Kuntze kommt in Italien und auf der Balkanhalbinsel vor. - Limonium capitis-eliae Erben kommt als Endemit nur auf Sardinien vor. - Limonium capitis-marci Arrigoni & Diana kommt als Endemit nur auf Sardinien vor. - Limonium caprarie M.Rizzotto kommt in Italien vor. - Limonium caprariense (Font Quer & Marcos) Pignatti kommt nur auf Mallorca und Menorca vor. - Limonium carisae Erben kommt als Endemit nur auf Sardinien vor. - Limonium carnosum (Boiss.) Kuntze kommt vom Kaukasus bis zum nordwestlichen Iran vor. - Limonium carolinianum (Walter) Britton (Syn. Limonium nashii Small, Statice caroliniana Walter, Statice caroliniana Walter, Limonium angustatum (A. Gray) Small, Limonium carolinianum var. angustatum (A. Gray) S.F.Blake, Limonium carolinianum var. compactum Shinners, Limonium carolinianum var. nashii (Small) B. Boivin, Limonium carolinianum var. obtusilobum (S. F. Blake) H. E. Ahles, Limonium carolinianum var. trichogonum (S. F. Blake) B. Boivin, Limonium nashii var. angustatum (A. Gray) H. E. Ahles, Limonium obtusilobum S. F. Blake, Limonium trichogonum S. F. Blake) gedeiht in Salz marcshen und Salzebenen entlang der Atlantik- und Golfküste auf Meeresniveau von Kanada und USA, dem mexikanischen Bundesstaat Tamaulipas und den Bermudas. - Limonium carpathum (Rech. f.) Rech. f. kommt als Endemit nur auf Kreta vor. - Limonium carpetanicum Erben kommt in Spanien vor. - Limonium carregadorense Erben kommt auf den Balearen vor. - Limonium carthaginense (Rouy) C. E. Hubb. & Sandwith kommt in Spanien vor. - Limonium castellonense Erben kommt in Spanien vor. - Limonium catalaunicum (Willk. & Costa) Pignatti kommt in Spanien vor. - Limonium catanense (Lojac.) Brullo kam früher in Sizilien vor. - Limonium catanzaroi Brullo kommt als Endemit nur auf Sizilien vor. - Limonium cavanillesii Erben kommt in Spanien vor. - Limonium cedrorum Domina & Raimondo kommt nur im Libanon vor. - Limonium cephalonicum P. Artelari kommt in Griechenland vor. - Limonium cercinense Brullo & Erben kommt in Tunesien vor. - Limonium chazaliei (Boiss.) Maire kommt von Marokko bis Mauretanien vor. - Limonium chrisianum Brullo & Guarino kommt als Endemit nur auf Kreta vor. - Limonium chrysocomum (Karelin & Kirilov) Kuntze ist in Xinjiang, Kasachstan, Russland und in der Mongolei verbreitet. - Limonium chrysopotamicum Maire kommt in Marokko vor. - Limonium circaei Pignatti kommt in Italien vor. - Limonium clupeanum Brullo & Erben kommt in Tunesien vor. - Limonium cofrentanum Erben kommt in Spanien vor. - Limonium coincyi Sennen kommt in Spanien vor. - Limonium comosum Erben kommt in Tunesien vor. - Limonium companyonis (Gren. & Billot) Kuntze kommt in Frankreich und auf den Balearen vor. - Limonium confertum Brullo & Erben kommt in Tunesien vor. - Limonium confusum (Godr. & Gren.) Fourr. kommt in Portugal, Spanien, Frankreich, Italien, Sardinien, Sizilien, Korsika und auf Mallorca vor. - Limonium congestum (Ledeb.) Kuntze kommt im nordwestlichen Xinjiang (Altay Shan), in der Mongolei und in Russland vor. - Limonium connivens Erben kommt auf den Balearen vor. - Limonium contortirameum (Mabille) Erben kommt als Endemit nur auf Korsika vor. - Limonium coralloides (Tausch) Lincz. (Syn. Statice coralloides Tausch, Limonium decipiens (Ledeb.) Kuntze, Statice aphylla Poir., Statice decipiens Ledeb.) kommt in Xinjiang (Altay Shan), in Kasachstan, in der Mongolei und in Sibirien vor. - Limonium cordatum (L.) Mill. kommt in Frankreich und in Italien vor. - Limonium cornusianum Arrigoni & Diana kommt als Endemit nur auf Sardinien vor. - Limonium coronense P.Artelari kommt in Griechenland vor. - Limonium corsicum Erben kommt als Endemit nur auf Korsika vor. - Limonium cossonianum Kuntze kommt in Marokko, Spanien, Portugal und Mallorca vor. - Limonium costae (Willk.) Pignatti kommt in Spanien vor. - Limonium cosyrense (Guss.) Kuntze kommt nur in Sizilien und in Malta vor. - Limonium creticum R.Artelari (Syn. Limonium rigidum Alf.Mayer) kommt nur auf Kreta vor. - Limonium cumanum (Ten.) Kuntze (Syn. Limonium johannis Pignatti) kommt in Italien vor. - Limonium cunicularium Arrigoni & Diana kommt als Endemit nur auf Sardinien vor. - Limonium cuspidatum (Billot) Erben kommt in Frankreich vor. - Limonium cymuliferum (Boiss.) Sauvage & Vindt kommt in Marokko, Algerien und Spanien vor. - Limonium cyprium (Meikle) Hand & Buttler kommt als Endemit nur auf Zypern vor. - Limonium cyrenaicum (Rouy) Brullo kommt nur in Libyen vor. - Limonium cyrtostachyum (Girard) Brullo kommt in Algerien vor. - Limonium cythereum R. Artelari & Georgiou kommt in Griechenland vor. - Limonium czurjukiense (Klokov) Lavrenko - Limonium damboldtianum Phitos & R. Artelari kommt in Griechenland vor. - Limonium daveaui Erben kommt nur in Portugal vor. - Limonium delicatulum (Girard) Kuntze kommt in Marokko, Algerien, Tunesien, Spanien, Mallorca und Ibiza vor. - Limonium dendroides Svent. kommt nur auf La Gomera vor. - Limonium densiflorum (Guss.) Kuntze kommt in Marokko, Algerien, Tunesien, Korsika, Sardinien und Sizilien vor. - Limonium densissimum (Pignatti) Pignatti kommt in Spanien, Frankreich, Italien und Sizilien vor. - Limonium dianium Pignatti kommt in Italien vor. - Limonium dichotomum (Cav.) Kuntze kommt in Spanien vor. - Limonium dichroanthum (Rupr.) Ikonn.-Gal. ex Lincz. kommt nur im westlichen Xinjiang und Kirgisistan vor. - Limonium dictyophorum (Tausch) Degen (Syn. Limonium anfractum (C.E.Salmon) C.E.Salmon) kommt von Kroatien bis ins westliche Albanien vor. - Limonium dielsianum (Wangerin) Kamelin (Syn. Statice dielsiana Wangerin, Limonium aureum var. dielsianum (Wangerin) Peng) gedeiht auf trockenen Schotterebenen und Hängen nur in den chinesischen Provinzen westliches Gansu sowie Qinghai. - Limonium diomedeum Brullo kommt in Italien vor. - Limonium divaricatum (Rouy) Brullo kommt in Mallorca, Menorca, Sizilien, Malta, Korsika und Sardinien vor. - Limonium dodartii (Girard) Kuntze kommt in Portugal und in Spanien vor. - Limonium doerfleri (Halácsy) Rech. f. kommt in Griechenland vor. - Limonium dolcheri Pignatti kommt in Sardinien vor. - Limonium donetzicum Klokov kommt in der östlichen Ukraine und im europäischen Russland vor. - Limonium doriae (Sommier) Pignatti kommt in Italien vor. - Limonium dragonericum Erben kommt in Mallorca vor. - Limonium dregeanum Kuntze kommt in Namibia und in Südafrika vor. - Limonium dubium (Guss.) Litard. kommt in Korsika, Sardinien und Sizilien vor. - Limonium dubyi (Gren. & Godr.) Kuntze kommt in Frankreich und in Großbritannien vor. - Limonium dufourii (Girard) Kuntze kommt in Spanien vor. - Limonium duriaei (Girard) Kuntze kommt in Marokko und in Algerien vor. - Limonium duriusculum (Girard) Fourr. kommt in Spanien, Frankreich, Italien und auf den Balearen vor. - Limonium ebusitanum (Font Quer) Font Quer kommt auf Mallorca und auf Ibiza vor. - Limonium echioides (L.) Mill. ist im Mittelmeerraum weitverbreitet. - Limonium effusum (Boiss.) Kuntze kommt in der Türkei und auf den Inseln der Ägäis vor. - Limonium elaphonisicum Alf.Mayer kommt als Endemit nur auf Kreta vor. - Limonium elfahsianum Brullo & Giusso kommt in Tunesien vor. - Limonium emarginatum (Willd.) Kuntze (Syn. Statice emarginata Willd., Statice spathulata var. emarginata (Willd.) Boiss.) ist in Portugal, im südlichen Spanien, in Gibraltar, Ceuta und Marokko heimisch. - Limonium erectum Erben kommt in Spanien vor. - Limonium estevei Fern.Casas kommt in Spanien vor. - Limonium etruscum Arrigoni & M.Rizzotto kommt in Italien vor. - Limonium eugeniae Sennen kommt in Spanien vor. - Limonium fallax (Wangerin) Maire kommt nur in Marokko vor. - Limonium fesianum Erben kommt nur in Marokko vor. - Limonium fischeri (Trautv.) Lincz. kommt in Transkaukasien vor. - Limonium flagellare (Lojac.) Brullo kommt als Endemit nur auf Sizilien vor. - Limonium flexuosum (L.) Kuntze kommt in nordöstlichen Inneren Mongolei, in der Mongolei und im östlichen Sibirien vor. - Limonium florentinum Arrigoni & Diana kommt als Endemit nur auf Korsika vor. - Limonium fontqueri (Pau) L.Llorens kommt nur auf Mallorca, Menorca und Korsika vor. - Limonium formosum Bartolo & al. kommt nur in Tunesien vor. - Limonium franchetii (Debeaux) Kuntze (Syn. Statice franchetii Debeaux, Limonium subviolaceum Q.Z.Han & S.D.Zhao, Limonium teretiscaposum S.D.Zhao, Statice tchefouensis Gandoger) gedeiht auf sandigen Hügeln an Meeresküsten nur in den chinesischen Provinzen Jiangsu, südliches Liaoning und östliches Shandong. - Limonium frederici (Barbey) Rech. f. kommt in Griechenland und in Kreta vor. - Strauchiger Strandflieder (Limonium fruticans (Webb) Kuntze), auf Teneriffa endemisch - Limonium furfuraceum (Lag.) Kuntze kommt in Spanien vor. - Limonium furnarii Brullo kommt als Endemit nur auf Sizilien vor. - Limonium galilaeum Domina & al. kommt nur in Israel vor. - Limonium gallurense Arrigoni & Diana kommt als Endemit nur auf Sardinien vor. - Limonium gilesii (Hemsl.) Rech.f. kommt im westlichen Pakistan nur in Shoghot südlich des Hindukusch vor. - Limonium geronense Erben kommt in Spanien vor. - Limonium gibertii (Sennen) Sennen kommt in Spanien, auf Mallorca und Ibiza vor. - Limonium girardianum (Guss.) Fourr. kommt in Spanien, Frankreich, auf Mallorca und Ibiza vor. - Limonium globuliferum (Boiss. & Heldr.) Kuntze kommt in der Türkei und im Gebiet von Syrien und dem Libanon vor. - Geknäuelter Strandflieder (Limonium glomeratum (Tausch) Erben) kommt in Griechenland, in Sizilien und Sardinien vor. - Steppenschleier-Strandflieder (Limonium gmelinii (Willd.) Kuntze, Syn. Statice gmelinii Willd., Limonium pycnanthum (K.Koch) Kuntze, Statice glauca Willd.ex Schult., Statice gmelinii var. scoparia (Pall. ex Willd.) Schmalh., Statice pycnantha K.Koch, Statice scoparia Pall. ex Willd., Limonium scoparium (Pall. ex Willd.) Stank.) ist in Europa und Zentralasien verbreitet und gedeiht auf salzhaltigen Böden. - Limonium gorgonae Pignatti kommt in Italien vor. - Limonium gougetianum (Girard) Kuntze kommt in Algerien, Tunesien und auf den Balearen vor. - Limonium graecum (Poir.) Rech. f. (Syn Statice graeca Poir.) kommt nur auf den Kykladen vor. Es existieren zahlreiche Angaben aus dem östlichen Mittelmeerraum, die sich aber auf andere Sippen beziehen. - Limonium greuteri Erben kommt als Endemit nur auf Korsika vor. - Limonium grosii L.Llorens kommt als Endemit nur auf Ibiza vor. - Limonium gueneri Doğan, H.Duman & Akaydın kommt in der Türkei vor. - Limonium gummiferum (Boiss. & Reut.) Kuntze kommt in Marokko und in Algerien vor. - Limonium gussonei (Lojac.) Giardina & Raimondo kommt als Endemit nur auf Sizilien vor. - Limonium gymnesicum Erben kommt als Endemit nur auf Mallorca vor. - Limonium halophilum Pignatti kommt im südlichen Sizilien vor. - Limonium hermaeum (Pignatti) Pignatti kommt als Endemit nur auf Sardinien vor. - Limonium heterospicatum Erben kommt auf den Balearen vor. - Limonium hibericum Erben kommt in Spanien vor. - Limonium hierapetrae Rech. f. kommt als Endemit nur auf Kreta vor. - Limonium hipponense Brullo & Erben kommt nur in Tunesien vor. - Limonium hirsuticalyx Pignatti kommt in Griechenland vor. - Limonium humile Mill. kommt in Spanien, Frankreich, Großbritannien, Irland, Deutschland, Dänemark, Norwegen und Schweden vor. - Limonium hungaricum Klokov kommt von der Slowakei bis Rumänien vor. - Limonium hyblaeum Brullo kommt als Endemit nur auf Sizilien vor. - Limonium hypanicum Klokov kommt von Rumänien bis zur westlichen Ukraine vor. - Limonium iconium (Boiss. & Heldr.) Kuntze kommt in der Türkei vor. - Limonium ilvae Pignatti kommt in Italien vor. - Dachiger Strandflieder (Limonium imbricatum (Girard) F.T.Hubb.) - Limonium inarimense (Guss.) Pignatti kommt in Italien vor. - Limonium insigne (Coss.) Kuntze kommt in Spanien vor. - Limonium insulare (Bég. & Landi) Arrigoni & Diana kommt als Endemit nur auf Sardinien vor. - Limonium intermedium (Guss.) Brullo kommt als Endemit nur auf Sizilien vor. - Limonium intricatum Brullo & Erben kommt nur in Tunesien vor. - Limonium ionicum Brullo kommt als Endemit nur auf Sizilien vor. - Limonium ithacense P.Artelari kommt in Griechenland vor. - Limonium jankae (Lojac.) Giardina & Raimondo kommt als Endemit nur auf Sizilien vor. - Limonium japygicum (H.Groves) Pignatti kommt in Italien vor. - Limonium kairouanum Brullo & Erben kommt nur in Tunesien vor. - Limonium kaschgaricum (Rupr.) Ikonn.-Gal. gedeiht in ariden Gebieten im südwestlichen Xinjiang sowie in Kirgisistan. - Limonium korbousense Brullo & Erben kommt nur in Tunesien vor. - Limonium lacertosum Brullo & Erben kommt nur in Tunesien vor. - Limonium lacinium Arrigoni kommt in Italien vor. - Limonium laetum (Nyman) Pignatti kommt als Endemit nur auf Sardinien vor. - Limonium lacostei (Danguy) Kamelin (Syn. Statice lacostei Danguy, Limonium roborowskii Ikonn.-Gal.) kommt im südwestlichen Xinjiang, nordwestlichen Tibet, in Kaschmir und Pakistan vor. - Limonium lambinonii Erben kommt in Korsika vor. - Limonium lanceolatum (Hoffmanns. & Link) Franco kommt in Marokko und in Portugal vor. - Limonium latebracteatum Erben kommt in Spanien vor. - Breitblättriger Strandflieder, Breitblättriger Meerlavendel, Breitblättriger Steppenschleier (Limonium latifolium (Sm.) Kuntze, Syn. Statice latifolia Sm.) - Limonium lausianum Pignatti kommt als Endemit nur auf Sardinien vor. - Limonium laxiusculum Franco kommt nur in Portugal vor. - Limonium legrandii (Gaut. & Timb.-Lagr.) Erben kommt nur in Frankreich vor. - Limonium leptolobum (Regel) Kuntze (Syn. Statice leptoloba Regel, Statice leptoloba var. subaphylla Regel) kommt nur im nördlichen Xinjiang und in Kasachstan vor. - Limonium leptostachyum (Boiss.) Kuntze (Syn. Statice leptostachya Boiss.) ist in Zentralasien verbreitet und im US-Bundesstaat New York ein Neophyt. - Limonium letourneuxii (Batt.) Greuter & Burdet kommt nur in Algerien vor. - Limonium lilacinum (Boiss. & Balansa) Wagenitz kommt in der Türkei vor. - Limonium lilybaeum Brullo kommt als Endemit nur auf Sizilien vor. - Limonium limbatum Small (Syn. Limonium limbatum var. glabrescens Correll, Statice limbata (Small) K.Schumann) gedeiht in Höhenlagen zwischen 400 und 1800 Meter nur in den südlichen US-Bundesstaaten Arizona, New Mexico, Oklahoma sowie Texas. - Limonium linifolium (L. f.) Kuntze kommt in Afrika und Madagaskar vor. - Gelappter Strandflieder (Limonium lobatum (L. f.) Chaz., Syn. Statice lobata L. f.) kommt in Marokko, Algerien, Tunesien, Libyen, Ägypten, auf der Sinaihalbinsel, in Spanien, Griechenland, im Gebiet von Syrien und Libanon und im Gebiet von Jordanien und Israel vor. - Limonium lobetanicum Erben kommt in Spanien vor. - Limonium lojaconoi Brullo kommt in Sizilien vor. - Limonium longebracteatum Erben kommt in Spanien vor. - Limonium lopadusanum Brullo kommt in Sizilien vor. - Limonium lowei R.Jardim & al. kommt in Porto Santo bei Madeira vor. - Limonium × lucentinum Pignatti & Freitag kommt im südöstlichen Spanien vor. - Limonium macrophyllum (Brouss.) Kuntze kommt im nordöstlichen Teneriffa vor. - Limonium macropterum (Webb & Berthel.) Kuntze kommt auf den Kanarischen Inseln vor. Sie wird auch als Unterart Limonium brassicifolium subsp. macropterum (Webb & Berthel.) G.Kunkel zu Limonium brassicifolium gestellt. - Limonium macrorhabdon (Boiss.) Kuntze gedeiht in ariden Bergregionen im westlichen Pakistan und Afghanistan. - Limonium macrorrhizon (Ledeb.) Kuntze kommt in Kasachstan und in Sibirien vor. - Limonium magallufianum L.Llorens kommt als Endemit nur auf Mallorca vor. - Limonium majoricum Pignatti kommt nur auf Mallorca und Menorca vor. - Limonium majus (Boiss.) Erben kommt in Spanien vor. - Limonium malacitanum Díez Garretas kommt in Spanien vor. - Limonium malfatanicum Erben kommt als Endemit nur auf Sardinien vor. - Limonium mansanetianum M.B.Crespo & Lledó kommt in Spanien vor. - Limonium marisolii L.Llorens kommt als Endemit nur auf Mallorca vor. - Limonium maroccanum (Batt. & Trab.) Domina kommt nur in Marokko vor. - Limonium mateoi Erben & Arán kommt in Spanien vor. - Limonium mazarae Pignatti kommt als Endemit nur auf Sizilien vor. - Limonium melancholicum Brullo & al. kommt als Endemit nur auf Sizilien vor. - Limonium melitense Brullo kommt als Endemit nur auf Malta vor. - Limonium melium (Nyman) Pignatti kommt in Griechenland vor. - Limonium menigense Brullo & Erben kommt nur in Tunesien vor. - Limonium merxmuelleri Erben kommt als Endemit nur auf Sardinien vor. - Limonium messeniacum R.Artelari & G.Kamari kommt in Griechenland vor. - Limonium meyeri (Boiss.) Kuntze kommt von der Ukraine bis Zentralasien und dem nördlichen Ägypten vor. - Limonium migjornense L.Llorens kommt als Endemit nur auf Mallorca vor. - Limonium minoricense Erben kommt auf den Balearen vor. - Limonium minus (Boiss.) Erben kommt in Spanien vor. - Limonium minutiflorum (Guss.) Kuntze kommt als Endemit nur auf Sizilien vor. - Kleiner Strandflieder (Limonium minutum (L.) Chaz.) kommt nur auf den Balearen vor. - Limonium montis-christi M.Rizzotto kommt in Italien vor. - Limonium morisianum Arrigoni kommt als Endemit nur auf Sardinien vor. - Limonium mouretii (Pit.) Maire kommt nur in Marokko vor. - Limonium mouterdei Domina, Erben & Raimondo kommt nur im Libanon vor. - Limonium mucronatum (L. f.) Chaz. kommt nur in Marokko vor. - Limonium mucronulatum (H.Lindb.) Greuter & Burdet kommt als Endemit nur auf Zypern vor. - Limonium multiceps (Pomel) Erben kommt nur in Algerien vor. - Limonium multiflorum Erben kommt nur in Portugal vor. - Limonium multiforme (Martelli) Pignatti kommt in Italien vor. - Limonium multifurcatum Erben kommt als Endemit nur auf Sardinien vor. - Limonium muradense Erben kommt auf den Balearen vor. - Limonium myrianthum (Schrenk) Kuntze kommt im nördlichen Xinjiang, Kasachstan, Kirgisistan und in der Mongolei vor. - Schmalblättriger Strandflieder (Limonium narbonense Mill., Syn. Limonium angustifolium (Tausch) Degen, Limonium angustifolium (Tausch) Turrill, Limonium serotinum (Rchb.) Erben nom. illeg., Limonium serotinum (Rchb.) Pignatti, Statice angustifolia Tausch, Statice serotina Rchb., Limonium vulgare subsp. angustifolium (Tausch) P.Fourn., Limonium vulgare subsp. serotinum (Rchb.) Gams, Statice limonium subsp. aggregata (Rouy) Rouy, Statice limonium subsp. angustifolia (Tausch) Rouy, Statice limonium subsp. serotina (Rchb.) Nyman) - Limonium neapolense Brullo & Erben kommt nur in Tunesien vor. - Limonium normannicum Ingr. kommt in Frankreich und auf den Kanalinseln vor. - Limonium nydeggeri Erben kommt nur in Portugal vor. - Nymphen-Strandflieder (Limonium nymphaeum Erben) kommt als Endemit nur auf Sardinien vor. - Limonium oblanceolatum Brullo & Erben kommt nur in Tunesien vor. - Limonium oblongifolium (Kotov) Tzvelev - Limonium obtusifolium (Rouy) Erben kommt als Endemit nur auf Korsika vor. - Limonium ocymifolium (Poir.) Kuntze kommt in Griechenland, Kreta und auf Inseln der Ägäis vor. - Limonium optimae Raimondo kommt als Endemit nur auf Sizilien vor. - Limonium opulentum (Lojac.) Brullo kommt als Endemit nur auf Sizilien vor. - Limonium orellii Erben kommt auf den Balearen vor. - Limonium oristanum Alf.Mayer kommt als Endemit nur auf Sardinien vor. - Limonium ornatum (Ball) Kuntze kommt nur in Marokko vor. - Limonium otolepis (Schrenk) Kuntze ist im nördlichen Afghanistan, Kasachstan, Kirgisistan, Tadschikistan, Turkmenistan, Usbekistan und in den chinesischen Provinzen Gansu sowie nördlichen Xinjiang verbreitet. Sie ist in Kalifornien ein Neophyt. - Limonium oudayense Sauvage & Vindt kommt nur in Marokko vor. - Limonium ovalifolium (Poir.) Kuntze (Syn. Limonium gallicum (Pignatti) Domina) kommt in Marokko, Spanien, Portugal und Frankreich vor. - Limonium pachynense Brullo kommt als Endemit nur auf Sizilien vor. - Limonium palmare (Sm.) Rech. f. kommt in Griechenland vor. - Limonium palmyrense (Post) Dinsm. kommt im Gebiet von Syrien und Libanon und im Gebiet von Israel und Jordanien vor. - Limonium pandatariae Pignatti kommt in Italien vor. - Limonium panormitanum (Tod.) Pignatti kommt in Sizilien vor. - Limonium papillatum (Webb & Berthel.) Kuntze kommt in Madeira und auf den Kanarischen Inseln vor. - Limonium paradoxum Pugsley kommt im nordwestlichen Irland und im südöstlichen Wales vor. - Limonium parvibracteatum Pignatti kommt im östlichen Spanien vor. - Limonium parvifolium (Tineo) Pignatti kommt als Endemit nur auf Sizilien vor. - Limonium patrimoniense Arrigoni & Diana kommt als Endemit nur auf Korsika vor. - Limonium paui Cámara & Sennen kommt in Spanien vor. - Limonium pavonianum Brullo kommt als Endemit nur auf Sizilien vor. - Kammförmiger Strandflieder (Limonium pectinatum (Aiton) Kuntze) - Limonium peregrinum (P.J.Bergius) R.A.Dyer gedeiht auf Sanddünen und Sandflächen an der südafrikanischen Küste von der Kaphalbinsel nordwärts bis Clanwilliam. - Limonium perezii (Stapf) F.T.Hubb. ist auf den Kanarischen Inseln beheimatet und ist in Kalifornien ein Neophyt. - Limonium pericotii (O.Bolòs & Vigo) Greuter & Burdet kommt in Spanien vor. - Limonium pescadense Greuter & Burdet kommt in Algerien und in Tunesien vor. - Limonium peucetium Pignatti kommt in Italien vor. - Limonium phitosianum P.Artelari kommt in Griechenland vor. - Limonium pigadiense (Rech. f.) Rech. f. kommt als Endemit nur auf Karpathos vor. - Limonium planesiae Pignatti kommt in Italien vor. - Limonium platyphyllum Lincz. kommt im östlichen Bulgarien, in der Ukraine, in Rumänien und im südlichen Russland vor. - Limonium plurisquamatum Erben kommt nur in Portugal vor. - Limonium pontium Pignatti kommt in Italien vor. - Limonium ponzoi (Fiori & Bég.) Brullo kommt als Endemit nur auf Sizilien vor. - Limonium portopetranum Erben kommt auf den Balearen vor. - Limonium portovecchiense Erben kommt als Endemit nur auf Korsika vor. - Limonium postii Domina, Erben & Raimondo kommt nur im Libanon vor. - Limonium potaninii Ikonn.-Gal. (Syn. Limonium aureum var. potaninii (Ikonn.-Gal.) Peng.) gedeiht in Höhenlagen von 1700 bis 3000 Metern im zentralen sowie südwestlichen Gansu, östlichen Qinghai und nördlichen Sichuan. - Limonium preauxii (Webb & Berthel.) Kuntze kommt im westlichen Gran Canaria vor. - Limonium procerum (C.E.Salmon) Ingr. kommt in Großbritannien vor. - Limonium protohermaeum Arrigoni & Diana kommt als Endemit nur auf Sardinien vor. - Limonium pruinosum (L.) Chaz. kommt von Tunesien bis zum westlichen Jordanien vor. - Limonium pseudarticulatum Erben kommt auf den Balearen vor. - Limonium pseudebusitanum Erben kommt auf den Balearen vor. - Limonium pseudodictyocladum (Pignatti) Llorens kommt nur auf Mallorca und Menorca vor. - Limonium pseudolaetum Arrigoni & Diana kommt als Endemit nur auf Sardinien vor. - Limonium pseudominutum Erben kommt in Frankreich vor. - Flaumhaariger Strandflieder (Limonium puberulum (Webb) Kuntze) - Limonium pujosii Sauvage & Vindt kommt nur in Marokko vor. - Limonium pulviniforme Arrigoni & Diana kommt als Endemit nur auf Sardinien vor. - Limonium punicum Brullo & Erben kommt nur in Tunesien vor. - Limonium pycnanthum (K.Koch) Kuntze kommt in der Türkei vor. - Limonium pylium P.Artelari kommt in Griechenland vor. - Limonium quesadense Erben kommt in Spanien vor. - Limonium quinnii M.B.Crespo & Pena-Martín kommt in Griechenland vor. - Limonium racemosum (Lojac.) Diana kommt als Endemit nur auf Sardinien vor. - Limonium raddianum (Boiss.) Pignatti kommt nur in Ägypten vor. - Limonium ramosissimum (Poiret) Maire (Syn. Limonium confusum (Gren. & Godr.) Fourr., Statice ramosissima Poir., Limonium psilocladon (Boiss.) Kuntze, Statice psiloclada Boiss.) ist im Mittelmeerraum beheimatet und ist in Kalifornien ein Neophyt. - Limonium recurvum C.E.Salmon kommt in Großbritannien vor. - Gomera-Strandflieder (Limonium redivivum (Svent.) G.Kunkel & Sunding) kommt als Endemit nur auf La Gomera vor. Es gibt zwei Varietäten. - Limonium relicticum R.Mesa & A.Santos Guerra kommt als Endemit nur auf La Gomera vor. - Limonium remotispiculum (Lacaita) Pignatti kommt in Italien vor. - Limonium reniforme (Girard) Lincz. kommt nur in Afghanistan vor. - Limonium retirameum Greuter & Burdet kommt als Endemit nur auf Sardinien vor. - Limonium retusum Llorens kommt als Endemit nur auf Ibiza vor. - Limonium revolutum Erben kommt in Spanien vor. - Limonium rezniczenkoanum Lincz. gedeiht auf felsigen Hängen nur im Saur-Gebirge im nordwestlichen Xinjiang und Kasachstan. - Limonium rigualii M.B.Crespo & Erben kommt in Spanien vor. - Limonium romanum (Täckh. & Boulos) Domina kommt nur in Ägypten vor. - Limonium roridum (Sm.) Brullo & Guarino (Syn. Limonium hyssopifolium (Girard) Rech. f., Statice hyssopifolia Girard) kommt in Griechenland und in der westlichen Türkei an den Küsten des Ägäischen Meeres vor. - Limonium rubescens Brullo & Erben kommt nur in Tunesien vor. - Limonium ruizii (Font Quer) Fern.Casas kommt in Spanien vor. - Limonium rungsii Sauvage & Vindt kommt nur in Marokko vor. - Limonium salmonis (Sennen & Elias) Pignatti kommt vom südwestlichen Frankreich bis zum nördlichen Spanien vor. - Limonium salsuginosum (Boiss.) Kuntze kommt in Spanien vor. - Limonium santapolense Erben kommt in Spanien vor. - Limonium saracinatum P.Artelari kommt in Griechenland vor. - Limonium sardoum (Pignatti) Erben kommt als Endemit nur auf Sardinien vor. - Limonium sareptanum (A.K.Becker) Gams - Limonium savianum Pignatti kommt in Italien vor. - Limonium saxicola Erben kommt auf den Balearen vor. - Limonium scopulorum M.B.Crespo & Lledó kommt in Spanien vor. - Limonium scorpioides Erben kommt auf den Balearen vor. - Limonium secundirameum (Lojac.) Brullo kommt als Endemit nur auf Sizilien vor. - Limonium selinuntinum Brullo kommt als Endemit nur auf Sizilien vor. - Limonium serratum Brullo & Erben kommt nur in Tunesien vor. - Limonium sibthorpianum (Guss.) Kuntze kommt als Endemit nur auf Sizilien vor. - Limonium sieberi (Boiss.) Kuntze (Syn. Statice sieberi Boiss., Limonium runemarkii Rech. f.) ist in Griechenland auf Kreta, Euböa und in Lakonien heimisch. - Limonium silvestrei Aparicio kommt in Spanien vor. - Limonium sinense (Girard) Kuntze kommt in Vietnam, auf den japanischen Ryūkyū-Inseln, Taiwan und in den chinesischen Provinzen Fujian, Guangdong, Guangxi, Hebei, Jiangsu, Liaoning, Shandong sowie Zhejiang vor. - Geflügelter Strandflieder (Limonium sinuatum (L.) Mill., Syn. Statice sinuata L.) ist im Mittelmeerraum sowie in Westasien beheimatet und ist in Kalifornien ein Neophyt. - Limonium sitiacum Rech. f. kommt als Endemit nur auf Kreta vor. - Limonium soboliferum Erben kommt in Spanien vor. - Limonium sommierianum (Fiori) Arrigoni kommt in Italien vor. - Limonium spathulatum (Desf.) Kuntze kommt in Algerien, Tunesien und Spanien vor. - Limonium spectabile (Svent.) G.Kunkel & Sunding kommt nur in Teneriffa vor. - Limonium squarrosum Erben kommt in Spanien vor. - Limonium stenophyllum Erben kommt in Spanien vor. - Limonium stocksii (Boiss.) Kuntze gedeiht in ariden Gebieten im westlichen Pakistan, Afghanistan und Iran. - Limonium strictissimum (Salzm.) Arrigoni kommt als Endemit nur auf Korsika vor. - Limonium subanfractum Trinajstić kommt in Kroatien und im Gebiet von Serbien und Montenegro vor. - Limonium subglabrum Erben kommt in Spanien vor. - Limonium subrotundifolium (Bég. & A.Vacc.) Brullo kommt in Libyen vor. - Limonium sucronicum Erben kommt auf den Balearen vor. - Limonium suffruticosum (L.) Kuntze ist in Europa und Zentralasien weitverbreitet und gedeiht auf salzhaltigen Böden. - Limonium sulcitanum Arrigoni kommt als Endemit nur auf Sardinien vor. - Limonium supinum (Girard) Pignatti kommt in Spanien vor. - Limonium sventenii A.Santos & M.Fernández kommt auf den Kanarischen Inseln vor. - Limonium syracusanum Brullo kommt als Endemit nur auf Sizilien vor. - Limonium tabernense Erben kommt in Spanien vor. - Limonium tacapense Brullo & Erben kommt nur in Tunesien vor. - Limonium tamaricoides Bokhari kommt in der Türkei vor. - Limonium tamarindanum Erben kommt auf den Balearen vor. - Limonium tarcoënse Arrigoni & Diana kommt als Endemit nur auf Korsika vor. - Limonium tauromenitanum Brullo kommt als Endemit nur auf Sizilien vor. - Limonium tenellum (Turcz.) Kuntze kommt nur in der Mongolei, in der Inneren Mongolei und in der chinesischen Provinz Ningxia vor. - Limonium tenium (Heldr.) Rech. f. kommt in Griechenland vor. - Limonium tenoreanum (Guss.) Pignatti kommt in Italien vor. - Limonium tenuicaule Erben kommt nur auf Mallorca und Menorca vor. - Limonium tenuiculum (Guss.) Pignatti kommt als Endemit nur auf Sizilien vor. - Limonium tenuifolium (Moris) Erben kommt als Endemit nur auf Sardinien vor. - Limonium tetragonum (Thunb.) Bullock kommt in Neukaledonien, Japan und Südkorea vor. - Limonium teuchirae Brullo kommt nur in Libyen vor. - Limonium thaenicum Brullo & Erben kommt nur in Tunesien vor. - Limonium tharrosianum Arrigoni & Diana kommt als Endemit nur auf Sardinien vor. - Limonium thiniense Erben kommt in Spanien vor. - Limonium thouinii (Viv.) Kuntze (Syn. Statice aegyptiaca Pers., Statice thouinii Viv.) - Limonium tibulatium Pignatti kommt als Endemit nur auf Sardinien vor. - Limonium tigulianum Arrigoni & Diana kommt als Endemit nur auf Sardinien vor. - Limonium todaroanum Raimondo & Pignatti kommt als Endemit nur auf Sizilien vor. - Limonium toletanum Erben kommt in Spanien vor. - Limonium tomentellum (Boiss.) Kuntze kommt vom südlichen europäischen Russland bis Kasachstan vor. - Limonium tournefortii (Boiss.) Erben kommt in Spanien vor. - Limonium trachycladum Maire & Wilczek kommt nur in Marokko vor. - Limonium transwallisnum (Pugsley) Pugsley kommt im westlichen Irland und im südwestlichen Wales vor. - Limonium tremolsii (Rouy) Erben kommt in Spanien und Frankreich vor. - Limonium tritonianum Brullo & Erben kommt nur in Tunesien vor. - Limonium tschurjukiense (Klokov) Klokov - Limonium tuberculatum (Boiss.) Kuntze kommt auf den Kanarischen Inseln und von Westsahara bis Mauretanien vor. - Limonium tubiflorum (Delile) Kuntze kommt in Marokko, Algerien, Libyen und Ägypten vor. - Limonium tunetanum (Barratte) Maire kommt in Algerien, Tunesien und Libyen vor. - Limonium tyrrhenicum Arrigoni & Diana kommt als Endemit nur auf Sardinien vor. - Limonium ugijarense Erben kommt in Spanien vor. - Limonium ursanum Erben kommt als Endemit nur auf Sardinien vor. - Limonium usticanum Giardina & Raimondo kommt als Endemit nur auf Sizilien vor. - Limonium vaccarii Brullo kommt nur in Libyen vor. - Limonium validum Erben kommt auf den Balearen vor. - Limonium vanense Kit Tan & Sorger kommt in der Türkei vor. - Limonium vestitum (C.E.Salmon) C.E.Salmon kommt in Kroatien und im Gebiet von Serbien und Montenegro vor. - Limonium viciosoi (Pau) Erben kommt in Spanien vor. - Limonium vigaroense Marrero Rodr. & R.S.Almeida kommt als Endemit nur auf La Palma vor. - Limonium viniolae Arrigoni & Diana kommt als Endemit nur auf Sardinien vor. - Limonium virgatum (Willd.) Fourr. kommt im Mittelmeerraum und in Vorderasien vor. - Gewöhnlicher Strandflieder (Limonium vulgare Mill.) - Limonium wiedmannii Erben kommt als Endemit nur auf Ibiza vor. - Limonium wrightii (Hance) Kuntze gedeiht nur an Felsküsten mit zwei Varietäten in Taiwan und Japan. - Limonium xerophilum Brullo & Erben kommt nur in Tunesien vor. - Limonium zacynthium P.Artelari kommt in Griechenland vor. - Limonium zanonii (Pamp.) Domina kommt in Ägypten und Libyen vor. - Limonium zembrae Pignatti kommt nur in Tunesien vor. - Limonium zeraphae BrulloLimonium wrightiinur auf Malta. - Limonium zeugitanum Brullo & Erben kommt nur in Tunesien vor. Nicht mehr zur Gattung Limonium gehört: - Steckenkraut-Strandflieder (Myriolimon ferulaceum (L.) Lledó, Erben & M.B.Crespo, Syn. Limonium ferulaceum (L.) Chaz., Limonium ferulaceum (L.) Kuntze nom. illeg., Myriolepis ferulacea (L.) Lledó, Erben & M.B.Crespo nom. illeg., Statice ferulacea L.) |

## Nutzung
Die Sorten einiger Arten (beispielsweise Limonium brassicifolium, Limonium gmelinii, Limonium latifolia, Limonium minuatum, Limonium perezii, Limonium sinuatum) werden als Zierpflanzen verwendet; sie werden dann oft nach ihrem alten botanischen Namen im Deutschen Statice genannt. Einige Sorten eignen sich als Schnitt- und Trockenblumen.
Die Blätter von Limonium ornatum und Limonium thouinii werden roh gegessen. Die Blätter von Limonium tetragonum werden gegart gegessen.
Die medizinischen Wirkungen von Limonium carolinianum und Limonium vulgare wurden untersucht.
Limonium vulgare soll gegen Motten wirken. Es werden Tannine aus den Wurzeln von Limonium vulgare gewonnen.